# Let L-410 Turbolet
Let L-410 «Turbolet» (другие названия: Л-410, Лет-410, «Турболёт», Элли) — лёгкий многоцелевой двухмоторный самолёт для местных воздушных линий (МВЛ). Разработан в 1966—1967 годах конструкторским бюро чехословацкого авиационного завода Let Kunovice (ныне — чешский завод Aircraft Industries). Предназначен для эксплуатации на неподготовленных грунтовых, травяных, снежных площадках, а также на аэродромах с короткими ВПП. Способен перевезти до 19 пассажиров или 1800 кг груза на расстояние до 1500 км. Использует американские двигатели GE H80-200 (GE Aviation Czech s.r.o), после завершения сертификации российского турбовинтового двигателя ВК-800 (АО «Уральский завод гражданской авиации» и АО «ОДК-Климов») предполагается устанавливать его.
Начиная с 1969 года было построено 1104 самолёта L-410 различных модификаций (наибольшая часть из них — L-410 UVP), 862 из них были поставлены в Советский Союз и активно использовались для перевозок пассажиров и грузов на местных воздушных линиях. К началу 1992 года, после распада СССР, в Советском Союзе оставалось около 750 самолётов L-410, значительная часть которых осталась в аэропортах бывших союзных республик.
В конце 1980-х годов началось производство самолётов модификации L-410 UVP-E20, выпущенных с того времени в количестве около 200 единиц и поставленных более чем в 30 стран мира. В 2010 году началась разработка и в 2018 году стартовало серийное производство самолётов семейства L-410 последней модификации — L-410 NG.
По состоянию на 2012 год в мире эксплуатировалось более 400 самолётов L-410. Российский коммерческий парк на 2017 год составлял шесть единиц L-410 UVP-E и двадцать семь единиц L-410 UVP-E20.
В ноябре 2018 года в России выпущен первый самолёт L-410, собранный на Уральском заводе гражданской авиации (УЗГА) в Екатеринбурге. Сборочный цех УЗГА площадью 12,5 тыс. м² позволяет серийно выпускать L-410 до 20 самолётов в год.

## История создания и производства
В 1960-х годах у гражданской авиации СССР возникла необходимость создания компактного ближнемагистрального пассажирского самолёта нового поколения, способного вмещать около двух десятков пассажиров и взлетать и приземляться на сельские аэродромы с грунтовой ВПП. Ставка делалась на высокую экономичность такого самолёта, поэтому в качестве силовых установок выбирались турбовинтовые двигатели. Такой самолёт был разработан в ОКБ Бериева и получил обозначение Бе-30. Однако работу над аналогичным самолётом поручили по линии СЭВ авиационным предприятиям ЧССР.
Разработка самолёта началась в 1966 году. Первый опытный образец, оснащённый ТВД Pratt & Whitney РТ6А-27 (2×715 л. с.), начал проходить лётные испытания 16 апреля 1969 года. Регулярную эксплуатацию самолётов L-410А в конце 1971 года первой открыла чехословацкая авиакомпания «Слов Эйр» из Братиславы, обслуживающая местные авиалинии — к началу 1974 года она получила 12 машин. Всего был построен 31 самолёт. Пять самолётов (зав. № 720103-06 и № 720201) L-410А с двигателями РТ6А-27, построенных к концу 1972 года под обозначением L-410АС, в следующем году были переданы в СССР. Самолёты получили советские регистрационные номера с СССР-67251 по СССР-67255. Первый из них привёл на аэродром ГосНИИ ГА чешский лётчик-испытатель Франтишек Свинка.
В 1973 году начались лётные испытания самолёта L-410M, оснащённого чешскими ТВД Вальтер М601А. L-410M стал второй серийной модификацией «Турболёта». Всего до конца 1978 года для Министерства гражданской авиации СССР поступило 100 самолётов L-410М/МУ.
В 1977 году началась эксплуатация L-410 в условиях Крайнего Севера и советской части Арктики. По мнению Артура Чилингарова, в настоящее время L-410 — самый перспективный самолёт для работы в русской Арктике. В 2013 году были произведены испытания L-410 с лыжным шасси.
В 1979 году началось производство усовершенствованной модификации L-410UVP, которая стала основной серийной моделью. От предшествующих вариантов этот самолёт отличался удлинённым фюзеляжем, увеличенными размерами крыла и вертикального оперения, применением интерцепторов и установкой ТВД Вальтер М601В (2×730 л. с.). Этот самолёт прошёл программу сертификации в СССР и был принят в эксплуатацию «Аэрофлотом». Дальнейшим развитием стал вариант L-410 UVP-E с более мощными ТВД М601Е. Первый полёт этого самолёта состоялся 30 декабря 1984 года. Он отличается улучшенными взлётно-посадочными характеристиками и уменьшенным уровнем шума в кабине. В марте 1986 года был сертифицирован в СССР. Разработана модификация L-420 с более мощными ТВД М601 °F (2×778 л. с.), увеличенной взлётной массой (6,8 т) и улучшенными лётными характеристиками. Лётные испытания самолёта начались в ноябре 1993 года.
В 1990-х годах, после распада СССР и СЭВ, спрос на самолёты L-410 упал и темп их производства снизился более чем в 10 раз (с 50 машин в год до 2—5). Ситуация значительно улучшилась с 2008 года, когда 51 % акций предприятия Let Kunovice (Aircraft Industries) купила принадлежащая российскому миллиардеру Искандеру Махмудову Уральская горно-металлургическая компания (УГМК). В 2010—2012 годах темп выпуска составил 8—10 машин в год, а за 2013 год выпущено 11 машин. Было заявлено о намерении довести темп выпуска до 16—18 машин в год, но план не был реализован. 
По состоянию на 2013 год производится модификация L-410 UVP-E20, оборудованная цифровой или аналоговой авионикой (на выбор), автопилотом и системой предупреждения столкновения самолётов в воздухе. L-410 UVP-E20 имеет сертификат типа АР МАК.
В сентябре 2013 года УГМК приобрела оставшиеся 49 % акций компании Let Kunovice (Aircraft Industries). Таким образом, УГМК стала единственным собственником Aircraft Industries, доведя свой пакет акций до 100 %.
В 2016 году заместитель министра промышленности и торговли РФ Андрей Богинский объявил о планах развернуть серийное производство L-410 на мощностях Уральского завода гражданской авиации (УЗГА) в Екатеринбурге. В марте 2018 года на площадке УЗГА по лицензии чешской Aircraft Industries, принадлежащей Искандеру Махмудову и Андрею Бокареву, началась сборка L-410. В ноябре 2018 года выпущен первый локализованный в России L-410, всего в 2018 году на УЗГА выпущено 5 машин. В 2019 году планировалось произвести ещё 18 самолётов L-410. В связи с санкциями Европейского союза производство самолётов L-410 с 2022 года на УЗГА было прекращено.

## Описание
Техническое описание дано применительно к модификации Л-410УВП-Э (источник: Документация УДК 629.735.33.014.16(100) «Конструкция и эксплуатация самолёта Л-410УВП с двигателями М-601Е». Учебное пособие. Краснодарское высшее военное авиационное училище лётчиков. Краснодар: КВВАУЛ 2006 г.)

### Общие сведения о самолёте
Л-410УВП — лёгкий пассажирский и транспортный самолёт, предназначенный для перевозки пассажиров или груза на расстояния в пределах одной тысячи км. Может использоваться в учебно-тренировочных целях.
Представляет собой двухдвигательный цельнометаллический высокоплан с однокилевым оперением и трёхстоечным шасси. Экипаж состоит (в военном варианте) из трёх человек: двух лётчиков и бортового техника. Кабина негерметичная, вентиляционного типа.
Силовая установка — два турбовинтовых двигателя чехословацкого (чешского) производства «Вальтер М-601Е», с пятилопастными воздушными винтами изменяемого шага В-510

### Ресурсы и сроки службы
- срок службы самолёта до первого капитального ремонта 16 лет
- налёт самолёта до первого капитального ремонта 4000 часов или 8000 посадок

### Лётно-технические характеристики и ограничения
- дальность полёта с макс. полезной нагрузкой 1700 кг, на Н=4200 метров, без подвесных баков, с остатком топлива на 30 мин. полёта — 990 км
- то же, с подвесными баками — 1390 км
- длина разбега с бетонной ВПП и макс. допустимой взлётной массой 6400 кг — 400 м
- длина пробега на бетонной ВПП с максимально допустимой посадочной массой 6200 кг — 300 м
- диапазон предельных центровок — 17-28 % САХ
- максимально допустимые перегрузки:
  - положительная — 2 ед.
  - отрицательная — 0 ед.
- максимально допустимая расчётная скорость полёта — 400 км/ч
- минимально предельная скорость полёта — 140 км/ч
- максимальная высота полёта при взлётной массе 6400 кг — 4200 м

### Конструкция планера
Фюзеляж самолёта стрингерно-балочной конструкции. Силовой набор включает 27 шпангоутов, 32 стрингеров и три ряда продольных балок. Состоит из кабины лётчиков (шп. 1-8), грузовой кабины (шп.8-18) и хвостовой части фюзеляжа (шп. 18-27).
В передней части фюзеляжа расположены два рабочих места лётчиков с креслами, отсек аккумуляторных батарей, отсек электро- и радиооборудования, ниша передней опоры шасси, передний багажник. Стенка по шпангоуту № 7 является перегородкой между кабиной экипажа и грузовой кабиной. Справа между шпангоутами № 5 и № 8 находится дверь аварийного выхода, которая в грузовом варианте самолёта может использоваться как эксплуатационная.
В средней части фюзеляжа находится грузовая кабина. По правому борту кабины имеется 9 окон, по левому борту — семь (одна в двери). Слева между шпангоутами 15-18 находится главная входная дверь. В грузовой кабине могут быть установлены пассажирские кресла для 19 человек (одноместные слева и двухместные справа), или откидные лавки вдоль бортов в грузовом варианте самолёта.
Хвостовая часть фюзеляжа включает задний багажник, съёмный туалетный модуль, задний технический отсек радионавигационного оборудования и проводки управления.
Крыло свободнонесущее лонжеронное, цельнометаллическое, представляет собой единое неразъёмное изделие. Силовой набор состоит из двух лонжеронов и 63 нервюр, от 0-й в плоскости симметрии крыла, до 31-й вправо и влево. В плоскостях нервюр № 3 крыло на четырёх узлах навески крепится к фюзеляжу. На нервюрах № 8 и № 10 установлены узлы крепления двигателей.
Механизация крыла и элементы управления полётом включают элероны, интерцепторы, щитки автоматического управления креном, двухщелевые двухсекционные закрылки.
- элероны служат для управления по крену. Углы отклонения: вверх — 27°, вниз — 14°. На левом элероне установлен триммер с углами отклонения ± 20°.
- интерцепторы служат для торможения, отклоняются только вверх на полный угол 72,5°
- щитки автоматического управления креном (АУК) предназначены для парирования крена при отказе одного двигателя; отклоняются только вверх на полный угол 55°
- закрылки служат для увеличения подъёмной силы крыла, отклоняются только вниз: на взлёте на 18°, на посадке на 42°.

Внутри крыла размещены 8 мягких топливных баков. На крыло навешиваются мотогондолы двигателей. На законцовки крыла можно подвесить два подвесных топливных бака. Размах крыла без подвесных баков 19,479 м, с подвесными баками 19,980 м. Угол установки крыла +2°, положительный угол V крыла +1°45′
Хвостовое оперение стреловидное и включает киль с рулём направления и стабилизатор с рулём высоты.
Стабилизатор представляет собой единое неразъёмное изделие. Силовой набор включает два лонжерона и пакет нервюр. К задней части крепится руль высоты из двух половин, соединённых меж собой элементами системы управления. Каждая половина руля высоты снабжена триммером. Углы отклонения РВ: вверх — 30°, вниз — 14°. Углы отклонения триммера РВ: вверх — 10°, вниз — 16°.
Силовой набор киля состоит из двух лонжеронов, стрингеров и нервюр. К задней части киля крепится руль направления со 100%-й весовой балансировкой и аэродинамической компенсацией. Углы отклонения РН: ± 17,5°. На РН установлен триммер, с углами отклонения ± 10°.
Под килем снизу фюзеляжа находится подфюзеляжный гребень, нижняя часть которого служит предохранительной пятой.
Шасси трёхопорное, убираемое в полёте. Передняя опора с однокамерным амортизатором, основные опоры с двухкамерными. Все амортизаторы газомасляные, заряжаются азотом под давлением, рабочая жидкость — масло АМГ-10. На основных опорах установлено по одному бескамерному колесу модели К-38-1100-7, на передней опоре — одно колесо К-39-1200-7. Давление зарядки сжатым воздухом — 4,2 кг/см2 во всех колёсах. Колёса основных опор оборудованы дисковыми тормозами с гидравлическим приводом и антиюзовым автоматом растормаживания, давление от основной системы редуцируется до 50 кг/см2. Давление в стояночном тормозе — 25 кг/см2, гидроаккумулятора хватает на 24 часа стоянки самолёта. Колесо передней опоры управляемое, имеет три режима: взлёт-посадка (полный угол разворота ± 4°30′), руление (± 50°) и режим самоориентирования.

### Силовая установка
Два турбовинтовых двигателя М-601Е с пятилопастными воздушными винтами изменяемого шага.
Авиационный двигатель М-601Е является турбовинтовым двигателем со свободной турбиной и обратным потоком воздуха и газов и относится к классу турбовальных двигателей. Состоит из газогенератора и приводной части. Конструкция двигателя модульная, то есть состоит из функционально законченных сборочных единиц. Включает следующие модули:
- входное устройство: воздухозаборник, две противопожарные перегородки, защитная сетка
- компрессор с клапаном перепуска воздуха
- кольцевая камера сгорания
- осевая двухступенчатая турбина
- выходное устройство
- понижающий редуктор с измерителем крутящего момента
- коробка приводов

Основные ТТХ двигателя «Вальтер М-601Е»:
- максимальная эквивалентная мощность двигателя на чрезвычайном режиме работы (не более 2 мин) — 630 кВт
- максимальная тяга двигателя — 1200кгс
- степень повышения давления в компрессоре — 6,65
- передаточное отношение редуктора — 14,2
- максимальный расход топлива — 245кг/ч
- применяемое топливо — ТС, РТ, Т-1
- эксплуатационный расход масла — 0,1 л/ч
- моторное масло — Б-3В (синтетическое)
- общее количество масла в маслосистеме — 23 л
- масса двигателя (без агрегатов систем топливопитания, ПОС винта, регулятора винта и проводки управления) — 200 кг
- габаритные размеры:
  - длина 1,675 м
  - ширина (без выхлопных патрубков) 0,590 м
  - высота) 0,650 м
- диаметр винта — 2,3 м
- срок службы двигателя 17 лет
- наработка — 2000 часов

Двигатель М-601Е оборудован системой впрыска воды, для увеличения мощности при взлёте в условиях жаркого климата или пониженного давления, и имеет чрезвычайный режим работы для кратковременного увеличения мощности при продолжении взлёта с одним отказавшим двигателем (не более 2 мин. за весь ресурс).
Эксплуатационные ограничения: запуск двигателя при температуре ниже −20°С без подогрева запрещён.
Воздушный винт В-510В — пятилопастной винт изменяемого шага с системой флюгирования, реверсивный, правого вращения. Частота вращения воздушного винта в полёте поддерживается постоянной регулятором шага винта в пределах 1700…2080 об/мин, независимо от условий полёта и климатических условий, за счёт перестановки шага лопастей воздушного винта в диапазоне +14°…+36°. Максимальный диапазон углов установки винта составляет 103°30′, флюгерное положение — +79°30′, взлётное положение (первый промежуточный упор) — +14°, реверс — −24°.

### Топливная система
Включает две конструктивно одинаковые подсистемы — левую и правую, каждая из которых питает свой двигатель. Топливная система одного двигателя состоит из четырёх мягких баков в межлонжеронном пространстве крыла, а при необходимости к концевым нервюрам могут подвешиваться по одному концевому (подвесному) баку; системы подкачки, системы перекачки, системы дренажа, системы кольцевания, системы слива топлива. Заправка баков топливом открытая (через заливные горловины). В качестве топлива применяется авиационный керосин марок Т-1, ТС-1, РТ. При температуре наружного воздуха +5 °С и ниже в топливо добавляется жидкость «И» (этилцеллозольв) или «ТГФ» (тетрагидрофурфуриловый спирт) в количестве 0,1 % по объёму для предотвращения образования кристаллов льда в топливе.
Полная заправка топливом составляет 1000 кг, с концевыми баками — 1320 кг.

### Противопожарное оборудование
Включает противопожарное оборудование двигателей, переднего багажника и ручные переносные огнетушители.
В гондолах двигателей установлено по 9 датчиков противопожарной сигнализации системы ССП-2А. При срабатывании датчика (любого) в кабине экипажа включается световая и звуковая сигнализация о пожаре, при этом требуется нажатием кнопки активировать подачу огнегасящего состава — жидкий фреон марки 114В2 (тетрафтордибромэтан), которых находится в двух шарообразных баллонах ППЛ-8 с пироголовками. Ёмкость каждого баллона составляет 2 литра. Баллоны разряжаются в первую и вторую очереди пожаротушения (тушение «основное» и тушение «запасное»).
В переднем багажнике имеется фотоэлектрический дымосигнализатор ДС-3м2. При его срабатывании правый лётчик вручную приводит в действие затвор огнетушителя Т-7607, заряженного также фреоном 114В2.
Для тушения в других местах на борту самолёта имеется два переносных огнетушителя, заряженных водным раствором углекислого калия.

### Противообледенительная система
ПОС крыла и хвостового оперения пневмомеханического типа, принцип действия которой основан на механическом воздействии на отложившийся на поверхности лёд за счёт периодического изменения формы поверхности, что приводит к разрушению корки льда и сбрасыванию его с поверхности самолёта набегающим потоком воздуха. С этой целью на передних кромках крыла и хвостового оперения закреплён резиновый протектор, образующий продольные эластичные камеры, в которые при необходимости подаётся под давлением горячий воздух (до 250°С) от компрессоров двигателей. Также горячий воздух подаётся на обогрев передней части воздухозаборников двигателей.
Лобовые стёкла кабины лётчиков, приёмники воздушного давления и передние кромки лопастей воздушных винтов имеют электрические нагревательные элементы.

### Энергосистемы самолёта
Гидравлическая система состоит из основной системы и аварийной. Система предназначена для:
- выпуска и уборки шасси
- поворота переднего управляемого колеса
- торможения колёс шасси
- выпуска и уборки закрылков
- выпуска и уборки интерцепторов
- выпуска и уборки щитков АУК
- привода стеклоочистителей обзорных стёкол лётчиков

Рабочая жидкость — гидравлическое масло АМГ-10, рабочее давление 150 кг/см2 создаётся двумя насосами переменной производительности, смонтированными на коробках приводов двигателей. Для снятия пульсаций в линии нагнетания и подпитки при провалах давления служат два гидроаккумулятора, заряжаемые азотом с давлением 50 кг/см2. Запас гидравлического масла в количестве 10 литров хранится в гидробаке. Для предотвращения вспенивания масла на высоте бак наддувается воздухом с давлением 1 кг/см2 от двигателей. При отказах в полёте может использоваться аварийная гидросистема, которая служит для принудительного выпуска шасси, закрылков и аварийного торможения колёс. Давление создаётся ручным поршневым насосом в кабине экипажа. На случай потери масла в основной системе аварийная система имеет свой гидробак с запасом масла в количестве 3,2 литра.
Электрическая система включает источники и потребители электроэнергии. Первичная сеть на самолёте постоянного тока на 28,5 вольт, питается от двух стартер-генераторов ЛУН 2132.02-8 на двигателях, с номинальным током нагрузки в полёте до 200 А на каждый (на земле ограничение не более 30 мин). Для питания бортсети на земле при неработающих двигателях, для запуска двигателей и в аварийных ситуациях служат две щелочные никель-кадмиевые батареи 20НКБН-25, каждая ёмкостью 25 ампер-час.
Для питания электрообогрева лобовых стёкол и противообледенительной системы воздушных винтов на самолёте установлены два генератора переменного тока номинальной мощностью 3 кВА, приводимые от двигателей. Генератор левого двигателя является рабочим, к нему подключены все потребители. Генератор правого двигателя является резервным. Мощности одного генератора достаточно для питания всех потребителей.
Питание самолётных потребителей трёхфазным переменным током 36 В/400 Гц осуществляется от двух преобразователей ЛУН 2450 и одного преобразователя ЛУН 2456, который предназначен только для питания резервного авиагоризонта. Питание приборов однофазным переменным током 115 В/400 Гц обеспечивается двумя преобразователями ЛУН 2460. Все преобразователи питаются от самолётной системы постоянного тока напряжением 28 В.

### Приборное, навигационное и радиоэлектронное оборудование самолёта
- Гиромагнитный компас ГМК-1ГЭ
- Радиовысотомер А-037
- Автоматический радиокомпас АРК-15М (два комплекта)
- Электрический указатель поворота ЛУН 1215 (два комплекта)
- Курсоглиссадная радиоаппаратура посадки (совместима с СП-50 и ILS)
- Радиолокационный ответчик УВД СО-69
- Самолётный радиоответчик системы опознавания СРО-2
- УКВ-радиостанция ЛУН 3524.13 (два комплекта)
- Бортовой регистратор параметров полёта БУР-1-2Г

Также в кабине экипажа установлены два основных авиагоризонта и один резервный, анероидно-мембранные приборы индикации параметров полёта, другие указатели и сигнализаторы.

## Модификации
- L-410A — серийный вариант с двигателями Pratt & Whitney PT6A-27 и винтами Hartzell HC-B3TN-3D.[21]
  - L-410AS — «салон», L-410A с улучшенными удобствами.
  - L-410AB — вариант L-410A с четырёхлопастными винтами Hartzell HC-B4TN-3.
  - L-410AG
  - L-410AF — самолёт аэрофотосъёмки на базе L-410A.
- L-410M — вариант с двигателями Walter M601A (чеш.) и винтами Avia V508.[21]
  - L-410MA — двигатели Walter M601B, винты Avia V508B.
  - L-410MU
- L-410 UVP — вариант с сокращённым взлётно-посадочным расстоянием. Сокращение «УВП» означает «укороченная взлёт-посадка». Первый полёт состоялся в 1976 году[22]. Самолёт оснащён обычным комплексом авионики совместного советско-чехословацкого производства. От предшествующих вариантов этот отличается удлинённым фюзеляжем, увеличенными размерами крыла и вертикального оперения, применением интерцепторов и более мощными двигателями[23].
  - L-410 UVP-S — «салон», L-410UVP с улучшенными удобствами.
  - L-410FG — самолёт аэрофотосъёмки на базе L-410UVP.
  - L-410T (также L-410UVP-T) — транспортный, десантный, санитарный вариант с увеличенной до 1,25×1,46 м дверью. Может вмещать до: 1 т груза в контейнерах, 12 парашютистов, 6 больных на носилках в сопровождении одного медработника.
  - L-410 UVP-E — двигатели Walter M601E, пятилопастные винты Avia V510, дополнительные топливные баки на законцовках крыла.[24]
  - L-410 UVP-E9
  - L-410 UVP-E20[25]
- L-410LW — вариант со сниженной с 6,4 до 5,7 тонны максимальной взлётной массой.
- L-420
- L-420XXL

### L-410NG
Разработка обновлённой версии L-410 началась в апреле 2010 года, стоимость проекта составляла 568 миллионов крон, 237 из которых было оплачено министерством промышленности и торговли Чешской Республики.
Первый полёт состоялся в июле 2015 года. Серийное производство началось в марте 2018 года. Самолёт сертифицирован Европейским агентством по авиационной безопасности (EASA) и Российским Межгосударственным авиационным комитетом (MAK).

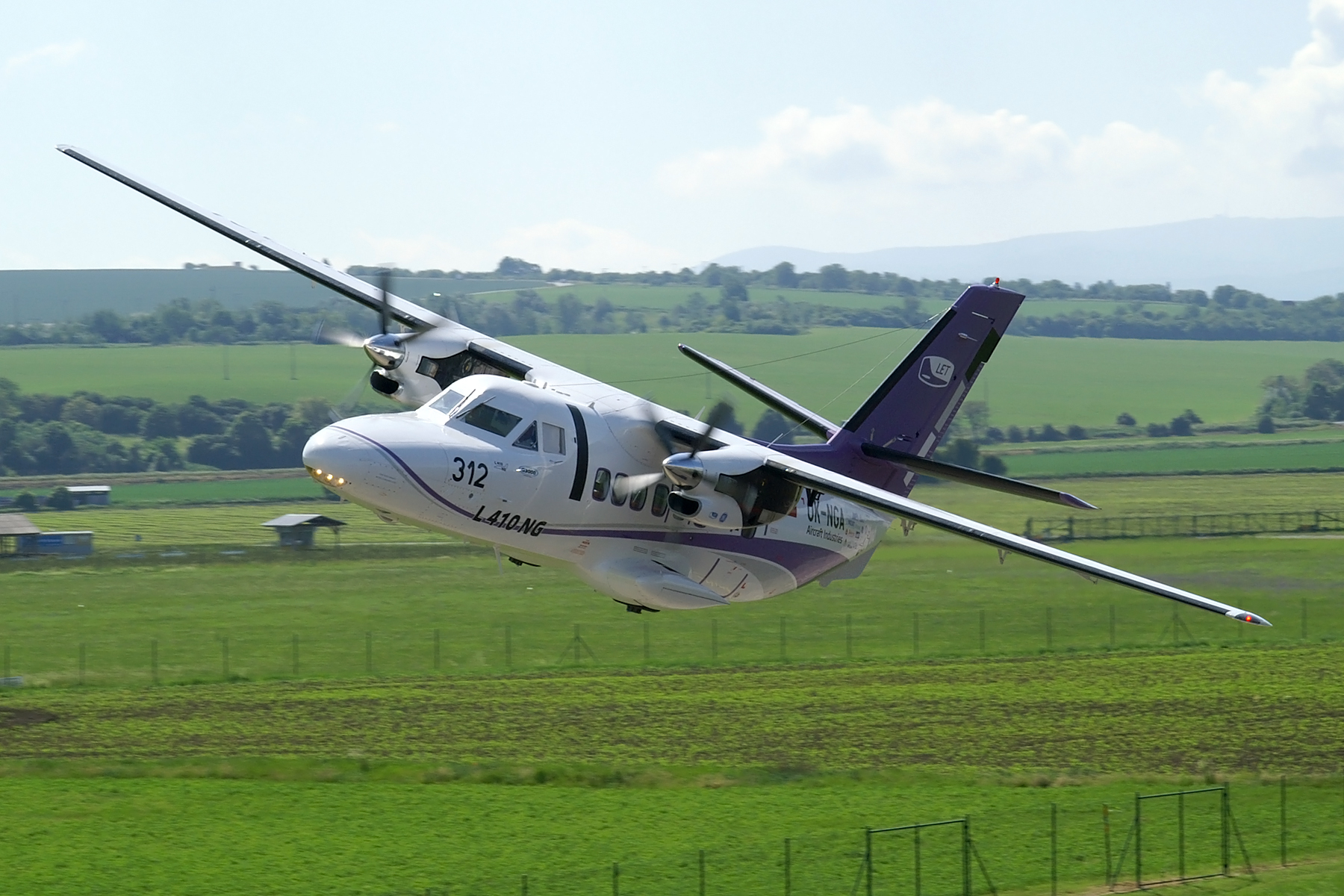
L-410NG

L-410NG, как развитие L-410 UVP-E20, отличается от предшественника новой конструкцией крыльев со встроенными топливными баками, что увеличило ёмкость топливной системы почти в два раза и, соответственно, дальность полёта. Также были установлены более мощные двигатели GE H-85 в сочетании с более тихими пропеллерами Avia-725, увеличен объём переднего багажного отсека, кабина пилотов снабжена новой авионикой Garmin. Может быть как пассажирским, так и грузовым самолётом. Особенно актуально его использование в островных государствах, где существует проблема заправки на удалённых островах.

## Технические характеристики
| Модификация                        | L-410M                          | L-410 UVP                       | L-410 UVP-E                        | L-410 UVP-E20                   | L-410 NG                        |
| ---------------------------------- | ------------------------------- | ------------------------------- | ---------------------------------- | ------------------------------- | ------------------------------- |
| Экипаж                             | 2 лётчика                       | 2 лётчика                       | 2 лётчика                          | 2 лётчика                       | 2 лётчика                       |
| Коммерческая нагрузка              | 17 пассажиров или 1430 кг груза | 15 пассажиров или 1300 кг груза | 17-19 пассажиров или 1710 кг груза | 19 пассажиров или 1800 кг груза | 19 пассажиров или 2150 кг груза |
| Тип двигателя                      | 2×ТВД Walter M601A              | 2×ТВД Walter M601D              | 2×ТВД Walter M601E                 | 2×ТВД GE H80-200                | 2×ТВД GE H85-200                |
| Взлётная мощность, л. с.           | 2×690                           | 2×725                           | 2×750                              | 2×750                           | 2×800                           |
| Тип воздушного винта               | 2×Avia V508B                    | 2×Avia V508D                    | 2×Avia V510                        | 2×Avia V510                     | 2×Avia AV-725                   |
| Количество лопастей                | 3                               | 3                               | 5                                  | 5                               | 5                               |
| Диаметр винтов, м                  | 2,5                             | 2,5                             | 2,3                                | 2,3                             | 2,3                             |
| Размах крыла, м                    | 17,478                          | 19,478                          | 19,478                             | 19,98                           | 19,98                           |
| Длина самолёта, м                  | 13,605                          | 14,42                           | 14,42                              | 14,42                           | 15,074                          |
| Высота самолёта, м                 | 5,646                           | 5,83                            | 5,83                               | 5,83                            | 5,969                           |
| Площадь крыла, м²                  | 32,5                            | 34,86                           | 34,86                              | 34,86                           | 34,86                           |
| Масса пустого самолёта, кг         | 3700                            | 3850                            | 4000                               | 4050                            | 4050                            |
| Максимальная взлётная масса, кг    | 5700                            | 5800                            | 6400                               | 6600                            | 7000                            |
| Масса топлива в основных баках, кг | 1000                            | 1000                            | 1000                               | 1000                            |                                 |
| Масса топлива в концевых баках, кг | —                               | —                               | 313,8                              | 313,8                           |                                 |
| Максимальная скорость, км/ч ИС     | 300                             | 320                             | 335                                | 335                             | 417                             |
| Практическая дальность, км         | 990                             | 1040                            | 1380                               | 1410                            | 2570                            |
| Практический потолок, м            | 4000                            | 4200                            | 4200                               | 4250                            |                                 |

## Эксплуатанты

### Военные
Состоит на вооружении
| Казахстан - Силы воздушной обороны Республики Казахстан — два L-410, по состоянию на 2024 год Россия — 27 L-410 по состоянию на 2024 год - ВВС России — десять L-410UVP-E20, по состоянию на 2013 год Бангладеш - Военно-воздушные силы Бангладеш — один L-410UVP на 2016 год Болгария - ВВС Болгарии — два L-410UVP-E по состоянию на 2024 год Гондурас - Военно-воздушные силы Гондураса — два L-410, по состоянию на 2016 год Джибути - ВВС Джибути — один L-410UVP, по состоянию на 2016 год Коморы - Вооружённые силы Комор — два L-410UVP, по состоянию на 2012 год Латвия - ВВС Латвии — по состоянию на 2012 год — один L-410UVP | Ливия - ВВС Ливии — пятнадцать L-410, по состоянию на 2012 год Литва - ВВС Литвы — в 1991 году из ФРГ были получены два L-410UVP, по состоянию на 2024 год — 2 L-410UVP Словакия - ВВС Словакии — 1 L-410FG, 2 L-410T на вооружении и 4 L-410UVP на хранении по состоянию на 2024 год Словения - Бригада ПВО и ВВС Словении — 1 L-410UVP по состоянию на 2024 год Тунис - ВВС Туниса — три L-410, по состоянию на 2016 год Чехия - ВВС Чехии — 4 L-410 UVP-E, 2 L-410FG на 2024 год Эстония - Береговая охрана Эстонии — два L-410, по состоянию на 2016 год |

Состоял на вооружении
| СССР — состоял на вооружении вплоть до распада страны в 1991 году - ВВС СССР Венгрия - ВВС Венгрии ГДР - Национальная народная армия Германия - ВВС Германии Индонезия - ВВС Индонезии | Кабо-Верде - Вооружённые силы Кабо-Верде Колумбия - ВВС Колумбии Перу - ВВС Перу Чехословакия - ВВС Чехословакии Эстония - ВВС Эстонии |

### Гражданские
Современные гражданские операторы
| Россия - Аэроград Коломна — пять L-410UVP-E3, по состоянию на 2019 год - Аэросервис — три L-410UVP-E20, по состоянию на 2019 год - Камчатское авиационное предприятие — пять L-410UVP-E20, по состоянию на 2019 год - Комиавиатранс — два L-410UVP-E20, по состоянию на 2019 год - КрасАвиа — три L-410UVP-E20, по состоянию на 2019 год - Авиакомпания Оренбуржье — десять L-410UVP-E20, по состоянию на 2019 год - Полярные авиалинии — три L-410UVP-E, по состоянию на 2019 год - СиЛА — шесть L-410UVP-E20, по состоянию на декабрь 2020 года - СКОЛ — пять L-410UVP-E20, по состоянию на 2019 год - Уктус — два L-410UVP-E20, по состоянию на 2019 год - Хабаровские авиалинии — четыре L-410UVP-E20, по состоянию на 2019 год - 2-й Архангельский объединённый авиаотряд — три L-410UVP-E и два L-410UVP-E20, по состоянию на 2019 год Казахстан - АО «Авиакомпания «Жетысу» — два L-410UVP-E20, по состоянию на 2019 год Бразилия - NHT Linhas Aéreas — шесть Let L-410, по состоянию на 2006 год - TEAM Linhas Aéreas — два Let L-410, по состоянию на 2006 год Венгрия - ABC Air Hungary — три Let L-410, по состоянию на 2006 год Гаити - Tortug' Air — три Let L-410, по состоянию на 2006 год Гватемала - Transportes Aéreos Guatemaltecos — два Let L-410, по состоянию на 2006 год Гондурас - Atlantic Airlines de Honduras — десять Let L-410, по состоянию на 2006 год - Aerolineas Sosa — четыре Let L-410, по состоянию на 2006 год | Греция - Heli Air — семь Let L-410, по состоянию на 2006 год Грузия - Vanilla Sky Airlines — один Let L-410 UVP-E, по состоянию на 2024 год Дания - Benair — два Let L-410, по состоянию на 2006 год ДР Конго - Kin-Avia — пять Let L-410, по состоянию на 2006 год Кения - Mombasa Air Safari — три Let L-410, по состоянию на 2006 год Колумбия - SEARCA — девять Let L-410, по состоянию на 2006 год Коста-Рика - NatureAir — один L-410UVP-E20, по состоянию на 2016 год Литва - Transaviabaltika Остров Мэн - Manx2 — три Let L-410, по состоянию на 2006 год Украина - «Универсал-Авиа» (Ровно) — один Let L-410T и 12 Let L-410UVP, по состоянию на 2006 год Филиппины - South East Asian Airlines — шесть Let L-410, по состоянию на 2006 год Черногория - Di Air Узбекистан - Uzbekistan Airways — 15 июля 2023 года получен первый борт L-410-UVP-E20. Второй планируется в начале ноября. |

Бывшие гражданские операторы
| СССР - «Аэрофлот» Чехия - Правительство Чехии Чехословакия - Slov-Air Хорватия - Trade Air Венгрия - Aviaexpress - Farnair Hungary | Словения - Правительство Словении Словакия - Правительство Словакии Бразилия - Noar Linhas Aéreas - Sol Linhas Aéreas Филиппины - Sky Pasada Франция - Air Guyane Express Литва - Apatas Air |

## Авиационные происшествия и катастрофы
По данным портала Aviation Safety Network, по состоянию на 12 сентября 2021 года в различных лётных происшествиях было потеряно 132 самолёта L-410. Самолёт пытались угнать четыре раза, при этом погиб один человек. Всего в этих происшествиях погибло 479 человек.
7 мая 2023 года российский самолёт Су-35 опасно перехватил самолёт L-410, принадлежащий польской пограничной службе, который выполнял плановую патрульную миссию под эгидой Frontex над Чёрным морем в международном воздушном пространстве в сотрудничестве с румынскими службами. В результате инцидента никто из членов экипажа польского самолёта не пострадал.
| Дата       | Б/Н         | Место катастрофы                                    | Жертвы  | Краткое описание |
| ---------- | ----------- | --------------------------------------------------- | ------- | --- |
| н. д.      | 0931        | н. д.                                               | н. д.   | Военный борт. Разбился. |
| н. д.      | HR-ASF      | Ла-Сейба                                            | н. д.   | Разбился. |
| 1975       | OK-DKD      | н. д.                                               | н. д.   | Уничтожен пожаром на стоянке. |
| 07.07.1977 | OK-162      | Недаконице                                          | н. д.   | Третий прототип Л-410. Разбился при взлёте. |
| 06.08.1977 | HA-YFA      | озеро Балатон                                       | н. д.   | Упал в озеро. |
| 18.01.1979 | 67210       | у Белгорода                                         | 3/3     | Тренировочный полёт. Экипаж имитировал отказ двигателя и самолёт вошёл в глубокий крен. |
| 03.08.1979 | 67206       | Ржевка                                              | 10/14   | Отказ двигателя на подлёте к аэродрому, разбился. |
| 18.02.1981 | 67273       | н. д.                                               | н. д.   | Возгорание в кабине лётчиков на стоянке, уничтожен огнём. |
| 07.01.1982 | 67290       | у Геленджика                                        | 18/18   | Врезался в гору. |
| 10.02.1982 | 67237       | Якутск                                              | 0/0     | Повреждён на стоянке — в Л-410 врезался Ан-2 СССР-70349. |
| 14.08.1982 | 67191       | Сухуми                                              | 11/11   | Столкновение на ВПП со взлетавшим Ту-134 СССР-65836. |
| 29.03.1983 | 67190       | Поти                                                | 6/18    | При взлёте экипаж отключил правый двигатель, предположительно, из-за превышения предельно допустимых величин параметров контроля работы двигателя. Потеряв скорость и высоту, самолёт врезался в деревья |
| 19.10.1983 | 67315       | Канск                                               | н. д.   | Выкатился с ВПП и столкнулся с препятствием. |
| 04.07.1984 | 67276       | Чульман                                             | н. д.   | Серьёзно повреждён при посадке. |
| 04.12.1984 | 67225       | у Костромы                                          | 10/10   | Упал после взлёта из-за потери пространственной ориентировки лётчиками. Вероятно, были ошибочно отключены авиагоризонты (после включения вновь отключились из-за достижения предельного крена).          |
| 29.12.1984 | 67140       | у Астрахани                                         | н. д.   | Вынужденная посадка. |
| 14.10.1985 | 67264       | Усть-Мая                                            | 19/19   | После взлёта отказал левый двигатель, экипаж не смог парировать развившийся крен, самолёт упал в реку.                                                                                                   |
| 31.12.1986 | 67428       | Черненко                                            | 0/н. д. | Повреждён, списан. |
| 13.06.1987 | 67239       | н. д.                                               | н. д.   | Повреждён в результате столкновения с двумя Ан-2 на земле. |
| 24.09.1987 | 67249       | Якутск                                              | 0/н. д. | Прерванный взлёт. |
| 18.10.1987 | 67334       | Саратов                                             | 0/н. д. | Произвел посадку с убранными шасси. |
| 19.04.1988 | 67518       | у Багдарина                                         | 17/17   | Столкнулся с горой в сложных метеоусловиях. |
| 19.04.1988 | 67431       | Улан-Удэ                                            | н. д.   | Разбился. |
| 26.08.1988 | 67235       | Иркутск                                             | 4/4     | Разбился при посадке в сложных метеоусловиях, неверно было выставлено давление на высотомерах. |
| 07.12.1988 | 67127       | Кодинск                                             | 6/14    | Столкнулся с землёй при заходе на посадку, ошибки экипажа. |
| 28.08.1989 | 67104       | близ Лабинска                                       | н. д.   | Вынужденная посадка. |
| 13.09.1989 | OK-FDC      | Водоходы                                            | 0/н. д. | Повреждён при посадке. Самолёт поставлен в музей. |
| 12.10.1990 | 67331       | Одесса                                              | 0/15    | Грубая посадка. |
| 21.08.1991 | 67091       | Хабаровский край                                    | 0/15    | Прерванный взлёт. |
| 27.08.1991 | 67099       | близ Гурьева                                        | 0/6     | Вынужденная посадка из-за отказа двигателя. |
| 27.09.1991 | 67538       | Магадан                                             | 0/н. д. | Преждевременная уборка шасси при взлёте. |
| 15.10.1991 | н. д.       | Петровск                                            | 3/3     | Самолёт Балашовского военного лётного училища. Разбился при посадке в плохих метеоусловиях. |
| 13.03.1992 | OK-PDI      | Жилина                                              | 0/9     | Повреждён при посадке. |
| 04.04.1992 | 67130       | Байково                                             | 1/12    | Врезался в гору при посадке в сложных метеоусловиях. |
| 26.08.1993 | 67656       | Алдан                                               | 24/24   | Сваливание при посадке из-за выхода на закритические углы атаки вследствие перегруза. |
| 04.1994    | 67608       | Кызыл                                               | 0/0     | Повреждён на стоянке — в Л-410 врезался Ан-2Р СССР-07308, у которого отказали тормоза. |
| 14.07.1994 | 64670       | Благовещенск                                        | 0/14    | Во время рулёжки левая стойка шасси попала в глубокий ров. |
| 20.01.1995 | 64120       | у Красноярска                                       | 3/19    | Отказ двигателя. Перегруженный самолёт задел деревья и упал. |
| 23.01.1995 | 67115       | у Бухты Провидения                                  | 0/3     | Самопроизвольное включение реверса левого двигателя на подлёте к аэродрому. |
| 07.06.1995 | 146         | у Лиелварде                                         | 2/2     | Борт ВВС Латвии. Потерял управление при выполнении «бочки». |
| 18.05.1996 | VT-ETB      | Канпур                                              | 0/19    | Приземлился в середине ВПП, выкатился с неё и врезался в здание аэропорта. |
| 11.07.1996 | VT-ETC      | у Канды                                             | 9/9     | Упал в лес на подлёте к аэропорту. |
| 02.12.1996 | 67436       | Нягань                                              | 0/н. д. | При посадке ударился крылом о землю. |
| 03.03.1997 | HR-IAS      | Ла-Сейба                                            | 0/21    | Выкатился с ВПП при взлёте. |
| 26.09.1996 | 67474       | близ Хабаровска                                     | 0/7     | Неисправность топливной системы. Полностью исчерпал горючее и сел в аварийном порядке. |
| 13.01.1998 | YV-928CP    | близ Брно                                           | 2/2     | Разбился при посадке в сложных метеоусловиях. |
| 07.03.1998 | HR-AQG      | Ла-Сейба                                            | 0/17    | Отказ двигателя сразу после взлёта, разбился при возврате на аэродром вылета. |
| 27.06.1998 | S2-ADD      | Дакка                                               | 0/7     | Во время полёта возникли технические неполадки с двигателем № 2, экипаж совершил вынужденную посадку в поле.                                                                                             |
| 22.04.1999 | YV-956C     | около Клеси                                         | 0/3     | Отказ двигателя в полёте, вынужденная посадка в поле, столкнулся с деревьями. |
| 29.05.1999 | 5Y-LET      | Ол'Киомбо                                           | 2/2     | При взлёте оказались не выпущены закрылки. |
| 26.07.1999 | 5H-PAB      | Аруша                                               | 0/5     | Тренировочный полёт, при посадке экипаж забыл выпустить шасси и самолёт сел на брюхо. |
| 07.12.1999 | RP-C3883    | Барангай Кацебу                                     | 17/17   | Пропал во время полёта. |
| 15.01.2000 | YS-09-C     | Сан-Хосе                                            | 5/18    | Перегруженный самолёт не смог набрать высоту и врезался в жилой дом. |
| 23.01.2001 | 9L-LCG      | Майдугури                                           | 0/18    | Аварийная посадка в условиях пыльной бури. |
| 12.09.2001 | XA-ACM      | у Чичен-Ица                                         | 19/19   | Потерял управление во время разворота на курс. Отказ правого двигателя. |
| 18.09.2001 | TG-CFE      | Гватемала                                           | 8/13    | Вошёл в раскачку при наборе высоты и упал. Нарушение развесовки. |
| 27.11.2001 | XA-SYJ      | Плая-дель-Кармен                                    | 0/4     | Пожар двигателя, аварийная посадка. |
| 27.11.2001 | 5X-CNF      | Гети                                                | 6/6     | Возможно, разбился в сложных метеоусловиях, либо был сбит повстанцами. |
| 16.12.2001 | HK-4175X    | Сан-Антонио де Прадо                                | 16/16   | Разбился при наборе высоты в сложных метеоусловиях. |
| 08.02.2002 | 00-0292     | Форт-Блисс                                          | н. д.   | Борт ВВС США. Разбился. |
| 17.03.2002 | J2-KBC      | Амбули                                              | 4/4     | Упал в море на подлёте к аэропорту. |
| 17.03.2002 | 5Y-UAS      | Нгеренде                                            | 0/19    | Выкатился с ВПП на взлёте, врезался в препятствие. |
| 21.05.2002 | 9Q-CGX      | близ Калабара                                       | 5/5     | Отказ электрооборудования. Самолёт упал в болото. |
| 28.11.2002 | 5Y-ONT      | Интрепидс                                           | 1/20    | Неисправность двигателя, аварийная посадка. |
| 27.12.2002 | 9XR-RB      | Анжуан                                              | 1/16    | В самолёт попала молния, произошёл отказ приборов. Аварийно сел. |
| 01.03.2003 | FLARF-01032 | Борки                                               | 11/25   | Поднимал в воздух парашютистов. Нарушение центровки, правил пилотирования, самолёт развалился в воздухе и упал в заболоченную местность.                                                                 |
| 13.07.2003 | YV-1060CP   | Сан-Кристобаль                                      | 4/10    | Столкнулся с горой Чорро дель-Индио. |
| 13.08.2003 | 9XR-JT      | Румбек                                              | 0/н. д. | Выкатился с ВПП на пробеге. |
| 24.08.2003 | HH-PRV      | Кап-Аитьен                                          | 21/21   | После взлёта открылся люк багажного отделения. Самолёт упал при возврате на аэродром вылета. |
| 14.09.2003 | 9XR-AL      | Лангкиен                                            | 0/н. д. | На ВПП вышла корова, экипаж прервал взлёт. Самолёт выкатился с ВПП. |
| 01.12.2003 | 5N-BFL      | Амину Кано                                          | 0/0     | Разрушен на стоянке хвостовым оперением Боинга-747 а/к «Kabo Air». |
| 06.05.2004 | 9XR-EF      | Джиэх                                               | 6/10    | Грузовой рейс. Сразу после взлёта произошло смещение груза, самолёт разбился. |
| 09.10.2004 | 9XR-KL      | н. д.                                               | 0/2     | Преждевременно исчерпал горючее из-за утечки, вынужденная посадка. |
| 17.11.2004 | 5H-PAC      | Килиманджаро                                        | 0/2     | Тренировочный полёт. Экипаж потерял управление во время имитации отказа двигателя. |
| 27.01.2005 | HA-LAR      | близ Ясс                                            | 2/2     | Столкнулся с землёй в сложных метеоусловиях. |
| 26.04.2005 | HK-4146     | Провиденсия                                         | 9/14    | На разбеге отказал двигатель, самолёт выкатился с ВПП и перевернулся. |
| 28.04.2005 | EP-830      | около Писко                                         | 13/13   | Сразу после взлёта отказал двигатель № 1, самолёт упал рядом с нефтеперегонным заводом. |
| 02.06.2005 | TG-TAG      | Сакапа                                              | 0/17    | Разбился при возврате на аэродром вылета. |
| 22.10.2005 | XA-TAU      | Плая-дель-Кармен                                    | 0/0     | Повреждён на стоянке ураганом «Уилма». |
| 30.10.2005 | 9A-BTA      | Бергамо                                             | 3/3     | Разбился при наборе высоты в густом тумане. |
| 31.03.2006 | PT-FSE      | Риу-Бониту                                          | 19/19   | Разбился при полёте в сложных метеоусловиях. |
| 04.08.2006 | YV-867CP    | у Пуэрто-Аякучо                                     | н. д.   | Самолёт выполнял полёт незаконно, был принуждён к посадке ВВС Колумбии и разбился. |
| 09.11.2006 | 9Q-CBQ      | около Валикале                                      | 0/4+1   | Столкнулся с автомашинами при аварийной посадке на шоссе, вызванной отказом двигателя. |
| 17.05.2007 | TN-AHE      | около Валикале                                      | 3/3     | Пожар двигателя сразу после взлёта, упал в лес при возврате на ВПП. |
| 21.06.2007 | 9Q-CEU      | около Камины                                        | 1/22    | Рухнул в болото сразу после взлёта. |
| 26.06.2007 | 9Q-CTM      | у Браззавиля                                        | 0/н. д. | Экипаж потерял ориентировку, возможно сбой GPS. |
| 18.07.2007 | 9Q-CIM      | Бандунду                                            | 0/н. д. | Столкнулся с птицами сразу после взлёта, аварийная посадка. |
| 24.09.2007 | 9Q-CVL      | Малемба Нкулу                                       | 1/7     | Разбился при посадке. |
| 26.04.2007 | HK-4055     | Кубарраль                                           | 18/18   | Разбился при полёте над горами Серро-Браво. |
| 10.12.2007 | н. д.       | Корентайн                                           | 0/н. д. | Был сожжён на нелегальном аэродроме, когда к нему приблизились войска Сил обороны Гайаны. |
| 04.01.2008 | YV-2081     | Лос-Рокес                                           | 14/14   | Отказ обоих двигателей, пилот перестал выходить на связь. Через пять лет обломки самолёта были найдены в море на глубине около 900 метров.                                                               |
| 25.08.2010 | 9Q-CCN      | Бандунду                                            | 20/21   | Паника на борту в результате чего сместилась центровка самолёта. |
| 21.10.2010 | 9Q-CUA      | Bugulumisa                                          | 2/2     | Отказ двигателя. Упал с эшелона. |
| 14.02.2011 | HR-AUQ      | Тегусигальпа                                        | 14/14   | Исчез с экранов радаров при неблагоприятных погодных условиях. |
| 13.07.2011 | PR-NOB      | Ресифи                                              | 16/16   | Разбился через 10 минут после взлёта. Незадолго до крушения пилот сообщил о неполадках на борту. |
| 17.02.2012 | 01152       | Кемеровская область                                 | 0/0     | Протаранил стойкой шасси кабину грузовика. В результате происшествия пострадали два человека. |
| 10.06.2012 | UR-SKD      | Бородянка                                           | 5/22    | Жёсткая аварийная посадка из-за плохих погодных условий. |
| 16.07.2012 | Украина     | Кировоград                                          | 0/0     | Во время грозы и ураганного ветра перевернулось несколько самолётов на ВПП. |
| 22.07.2012 | RF-00138    | Большое Грызлово                                    | 2/2     | В результате жёсткой посадки у самолёта подломилось шасси, произошло выкатывание за пределы ВПП. Оба пилота скончались в больнице.                                                                       |
| 22.08.2012 | 5Y-UVP      | Заповедник Масаи-Мара                               | 4/13    | Разбился при посадке. |
| 23.08.2014 | 9Q-CXB      | между аэропортом Bukavu-Kavumu и Kama               | 4/4     | Совершал внутренний рейс с двумя пассажирами и 1500 кг на борту. Пропал с радаров, позже был обнаружен сожжённым на земле.                                                                               |
| 25.10.2014 | 9Q-COT      | между аэропортом Bukavu-Kavumu и аэродромом Шабунде | 0/2     | Совершал внутренний грузовой рейс с 1500 кг на борту. В условиях низкой облачности упал и разломился пополам в 2-х км от аэропорта Шабунде провинция Южное Киву.                                         |
| 02.06.2015 | 9N-AKY      | Непал аэропорт Покхара                              | 0/18    | Подломилась носовая стойка шасси во время посадки. Никто не пострадал. |
| 20.08.2015 | OM-SAB      | в районе Илава                                      | 3/19    | Два борта столкнулись при десантировании парашютистов. |
| 20.08.2015 | OM-ODQ      | в районе Илава                                      | 4/19    | Два борта столкнулись при десантировании парашютистов. |
| 02.01.2017 | 9Q-CZR      | Аэропорт Шабунда                                    | 0/2     | После посадки потерпел аварию и выкатился за пределы ВПП. |
| 01.04.2017 | 5X-EIV      | Южный Судан                                         | 0/20    | Выкатился при взлёте. Пострадавших нет. |
| 27.05.2017 | 9N-AKY      | аэропорт имени Тенцинга и Хиллари                   | 2/3     | Потерпел аварию во время посадки. |
| 16.08.2017 | FAH-322     | Комаягуа                                            | 1/3     | Во время тренировочного полёта упал на здание |
| 15.11.2017 | RA-67047    | вблизи посёлка Нелькан, Хабаровского края           | 6/7     | Разбился при посадке. |
| 24.06.2018 | н. д.       | Сугета                                              | 4/4     | Самолёт перевозил керосин. Разбился при посадке. |
| 09.09.2018 | UR-TWO      | Йироль                                              | 20/23   | Разбился при посадке. |
| 14.04.2019 | 9N-AMH      | Лукла                                               | 2+1/3   | Борт авиакомпании Summit Air, сошёл с взлётно-посадочной полосы при попытке взлететь в аэропорту имени Тенцинга и Хиллари и столкнулся с двумя вертолётами.                                              |
| 27.10.2019 | YI-BYO      | Бор                                                 | 0/4     | Потерпел катастрофу при посадке в плохих метеоусловиях. Самолёт разрушен, двое пассажиров получили многочисленные переломы.                                                                              |
| 13.08.2020 | 9S-GEN      | Букаву                                              | 4/4     | Грузовой борт. Разбился в 28 км от пункта назначения. |
| 02.03.2021 | HK-4274     | Пиери                                               | 10/10   | Разбился вскоре после взлёта из-за отказа двигателей. |
| 19.06.2021 | RF-94603    | Журавлёво                                           | 5/19    | Отказ двигателя. Разбился при жёсткой посадке. |
| 12.09.2021 | RF-67042    | Казачинское                                         | 4/16    | Совершил жёсткую посадку в лесистой местности и полностью разрушился. |
| 10.10.2021 | RF-94591    | Мензелинск                                          | 16/22   | Разбился вскоре после взлёта. |
| 09.12.2021 | н. д.       | Тигиль                                              | 0/4     | При разбеге выкатился за ВПП и врезался в сугроб. |

## Сравнение с аналогами
|                              | Л 410 УВП-E20 | Evektor EV-55 Outback | Рысачок | Twin Otter | Do 228NG  | PZL M28 | Harbin Y-12 | Beechcraft King Air 350i |
| ---------------------------- | ------------- | --------------------- | ------- | ---------- | --------- | ------- | ----------- | ------------------------ |
| Внешний вид                  |               |                       |         |            |           |         |             |                          |
| Год первого полёта           | 1969          | 2011                  | 2010    | 1965       | 1981      | 1993    | 1982        | 1972                     |
| Годы производства            | 1971-         | 2014 (план)           |         | 1965-      | 1981-1998 | 1993-   | 1985-       | 1974-                    |
| Экипаж                       | 2             | 1-2                   | 1-2     | 2          | 2         | 2       | 2           | 2                        |
| Пассажиры                    | 19            | 9                     | 10      | 20         | 19        | 19      | 17          | 13                       |
| Грузоподъёмность             | 1800          | 1824                  | 1500    |            | 2340      | 2000    |             |                          |
| Размах крыла, м              | 19,478        | 16,10                 | 18      | 19,8       | 16,97     | 22,06   | 17,24       |                          |
| Длина, м                     | 14,424        | 14,35                 | 12,44   | 15,77      | 16,56     | 13,1    | 18,86       | 13,34                    |
| Площадь крыла, м²            | 34,86         |                       | 32,3    | 39         | 32        | 39,72   | 34,27       | 28,2                     |
| Вес пустого, т               | 4,05          | 2,626                 | 2,77    | 3,363      | 3,739     | 4,1     | 2,84        | 3,52                     |
| Максимальный взлётный вес, т | 6,6           | 4,6                   | 6       | 5,67       | 6,6       | 7,5     | 5,3         | 5,67                     |
| Максимальная скорость, км/ч  | 405           | 408                   | 400     | 338        | 433       | 355     | 328         | 545                      |
| Крейсерская скорость, км/ч   | 340           | 220                   | 250     | 278        | 315       | 270     | 250         | 536                      |
| Максимальный потолок, м      | 8382          |                       | 6000    | 8014       | 8535      | 7620    | 7000        | 10700                    |

## Тренажёры
В 2019 году предприятием ООО «ЭСВО» (г. Санкт-Петербург) осуществлена разработка комплексного тренажера экипажей самолёта Л-410 УВП-Е20. Тренажёр предназначен для обучения навыкам работы экипажа самолёта Л-410УВП-Е20 по навигации, эксплуатации его бортовых систем и оборудования при выполнении таких задач, как проведение предполетной подготовки, включение и подготовка к полёту бортовых систем, запуск двигателя, руление по полосе, взлёт, набор высоты, крейсерский полёт по маршруту в том числе в условиях турбулентности, выполнение полёта по ПВП и ППП в дневных и ночных условиях, и т. д.
Тренажёр позволяет отрабатывать действия экипажа при отказах бортовых систем самолёта, предусмотренных РЛЭ, а также навыки взаимодействия экипажа при выполнении карты контрольных проверок.
Система визуализации тренажёра представляет собой 4-канальное оптико-коллимационное устройство (ОКУ) отображения, обеспечивающее углы обзора не менее 84° по горизонтали и не менее 28° по вертикали для каждого пилота, и систему генерации изображения закабинной обстановки.

## Фотографии

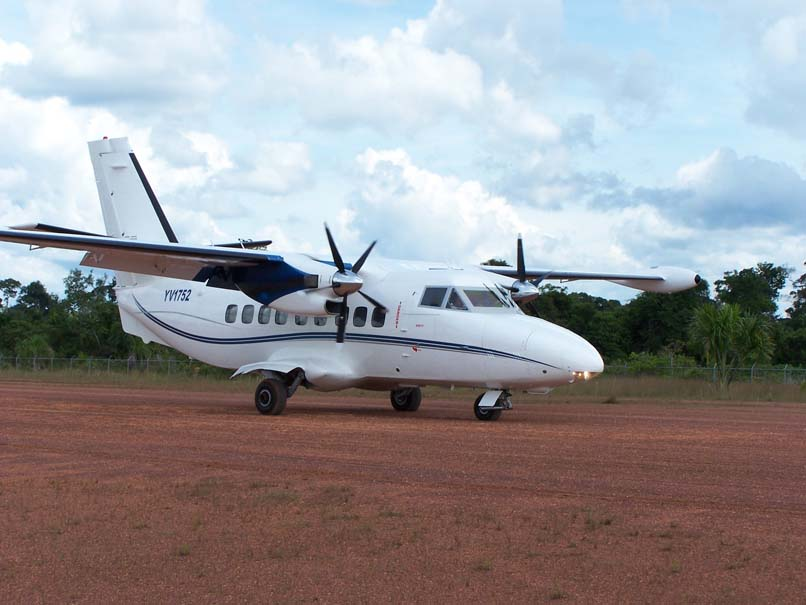
Посадка на грунтовой полосе L-410UVP-E20
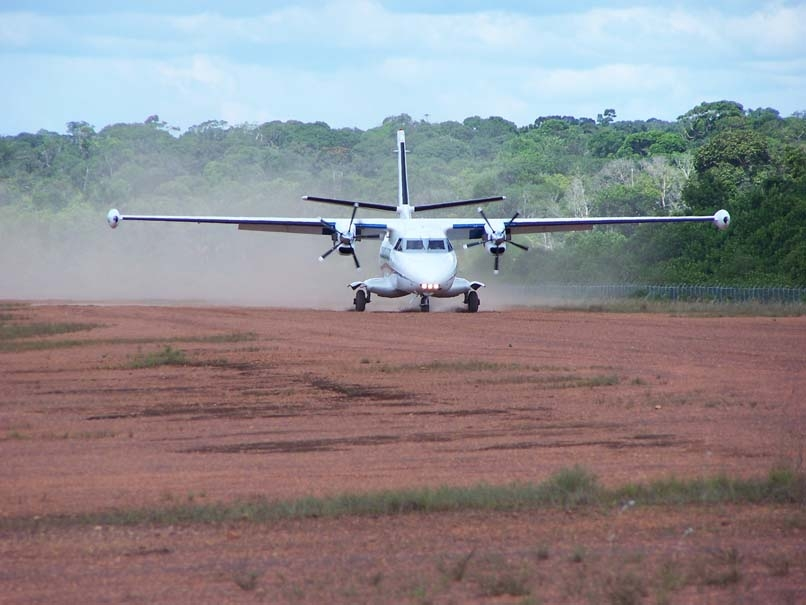
Посадка на грунтовой полосе L-410
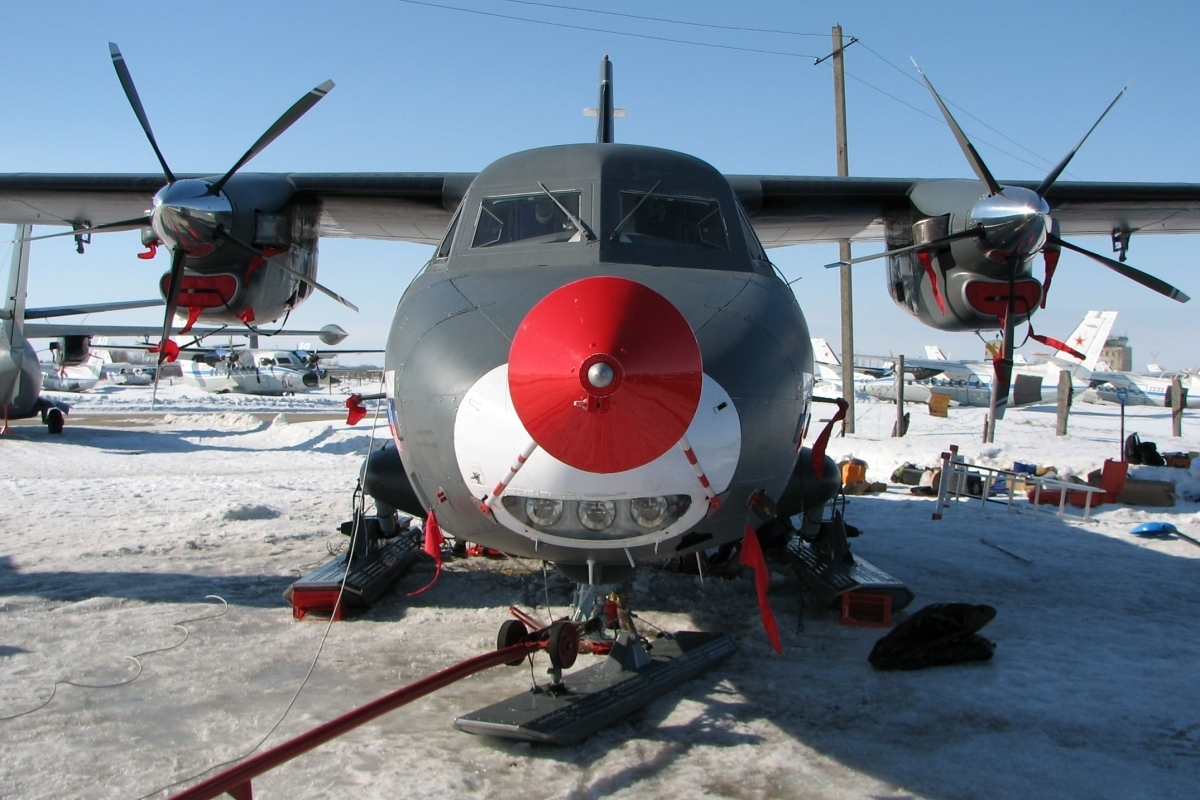
L-410UVP-E20
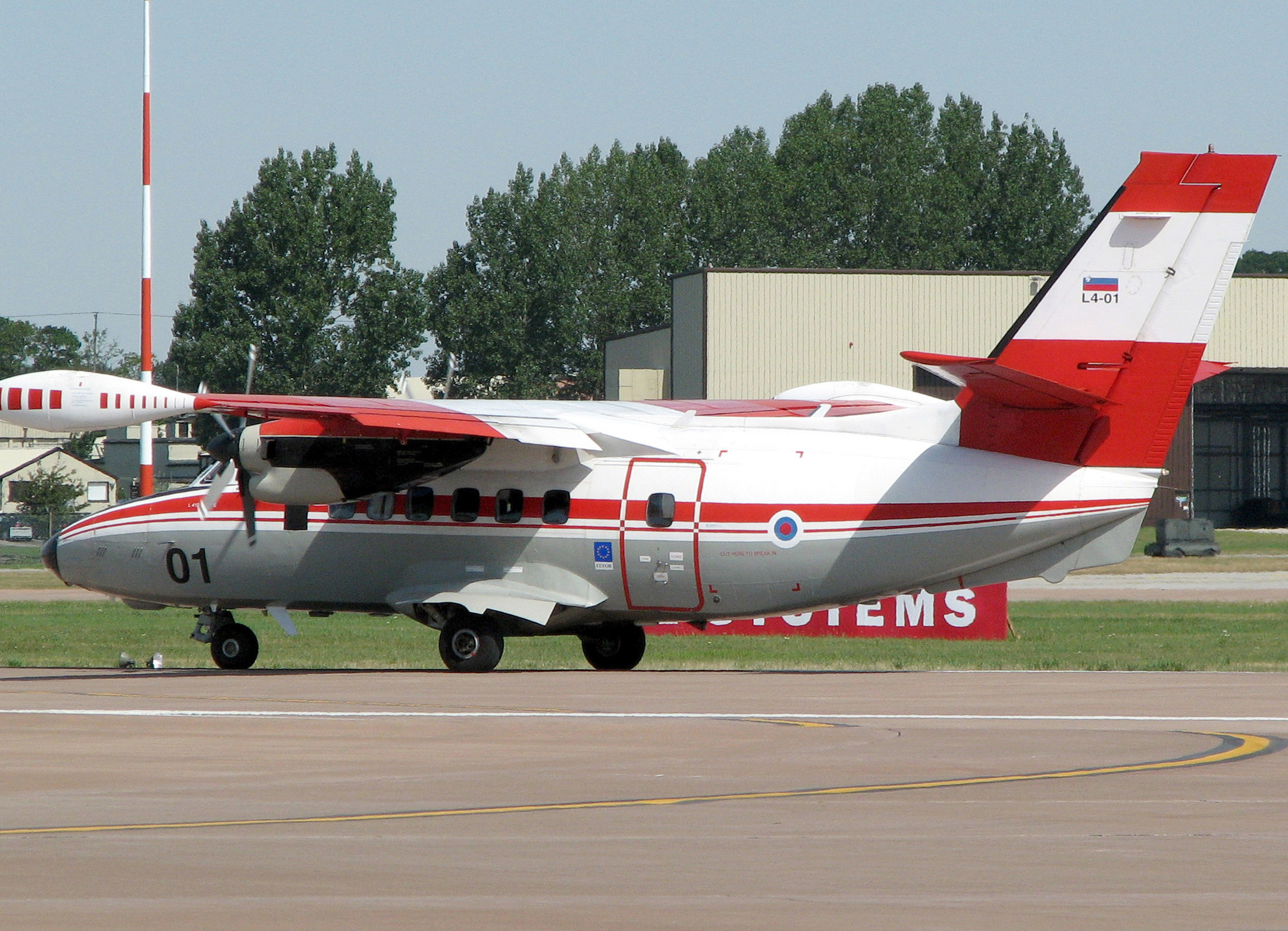
L-410UVP-E Бригады ПВО и ВВС Словении
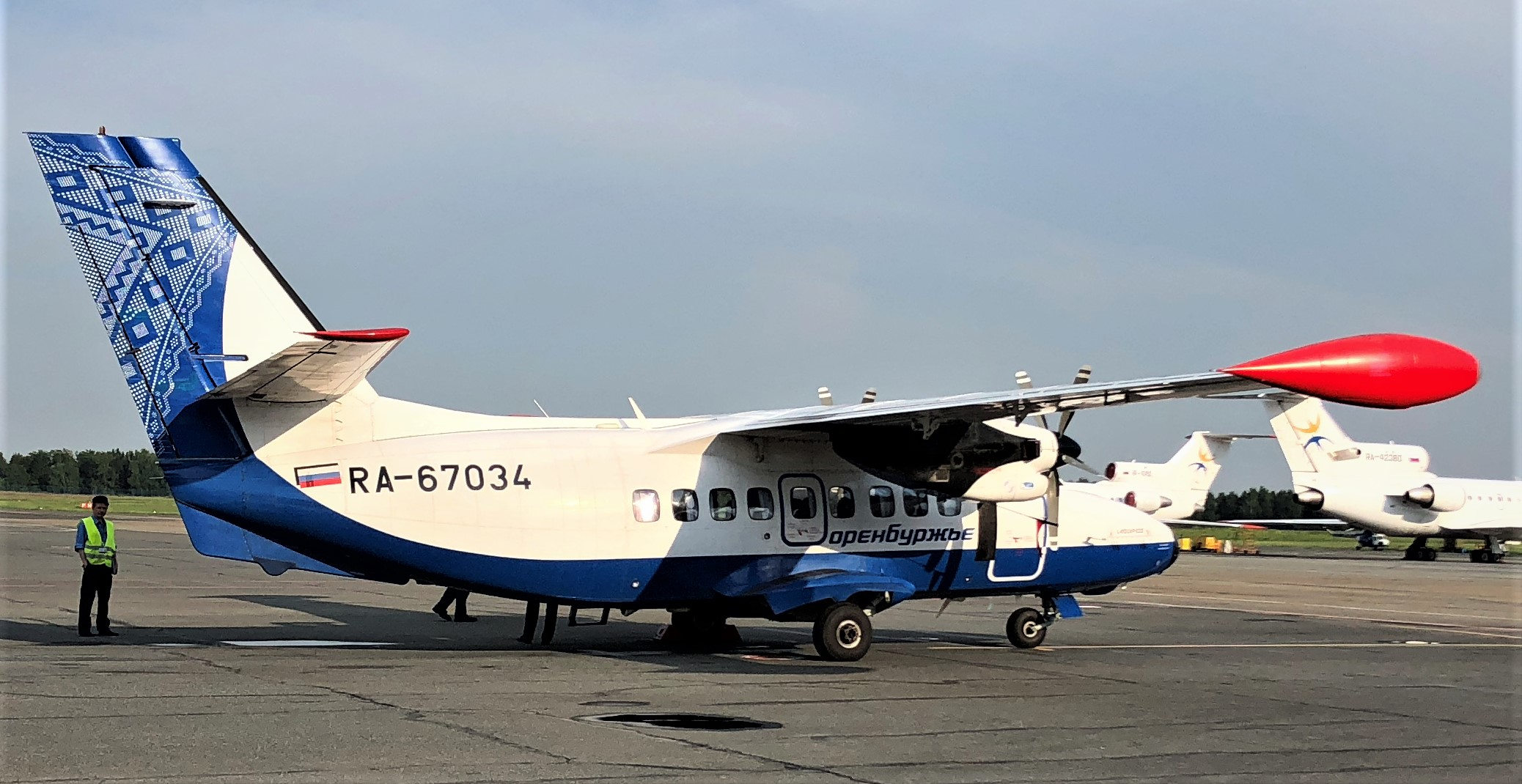
Let L-410 авиакомпании Оренбуржье в аэропорту Ижевска
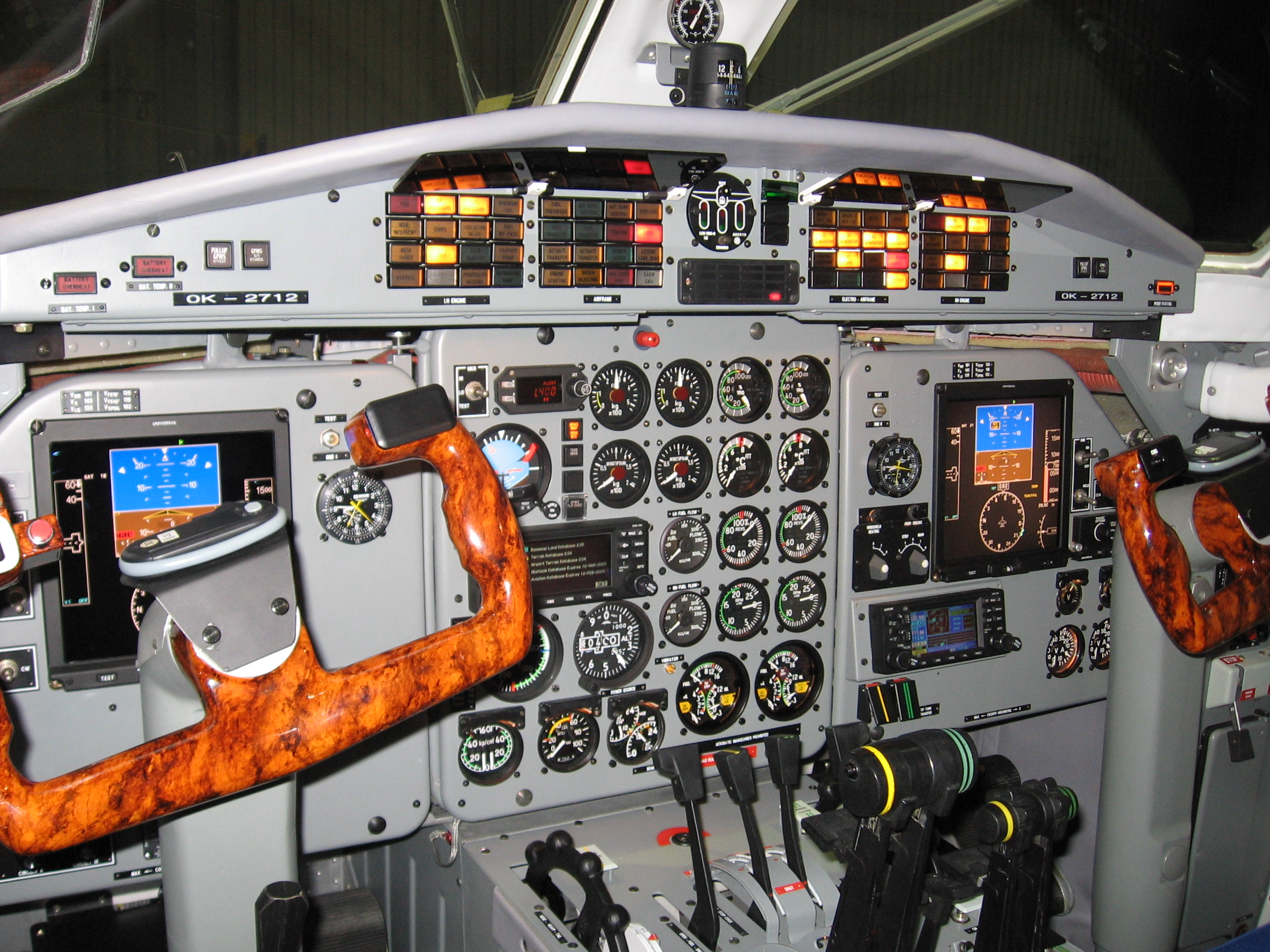
Панель приборов L-410UVP-E20
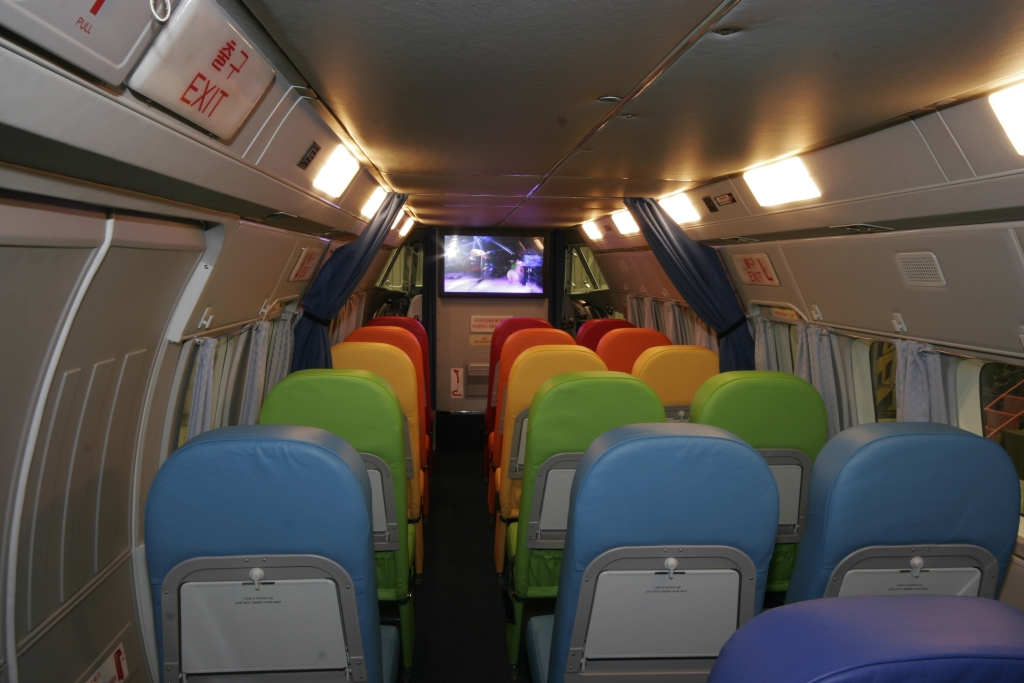
Интерьер салона L-410UVP-E20
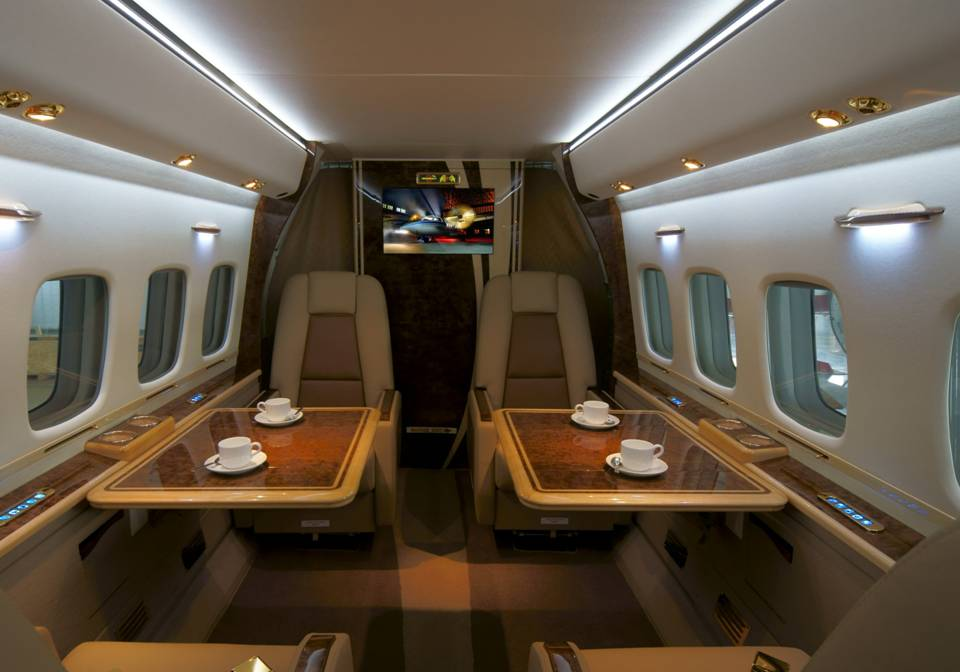
Интерьер VIP-салона L-410UVP-E20
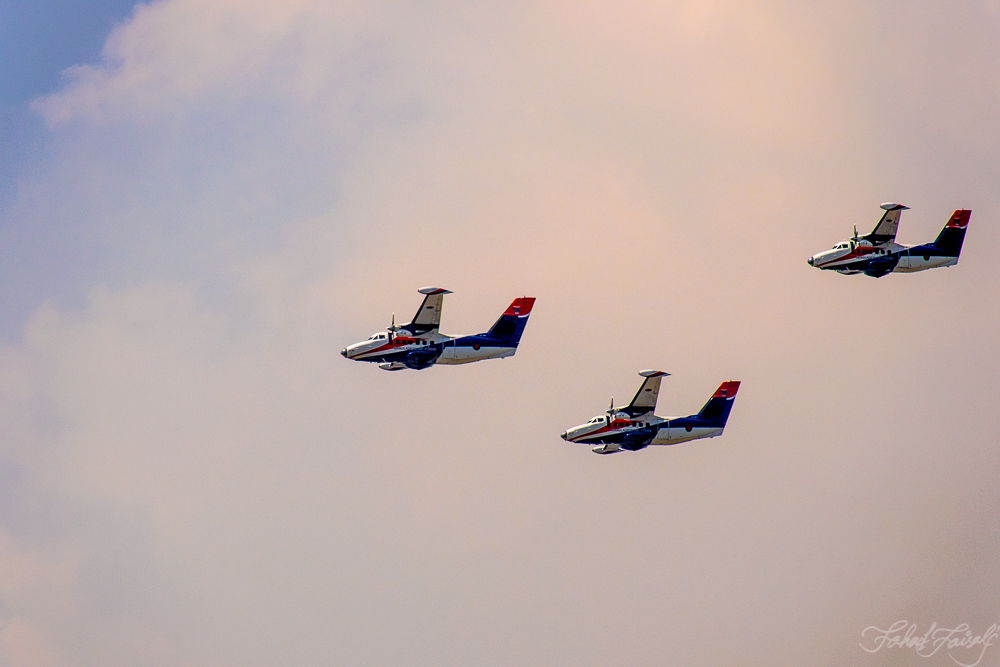
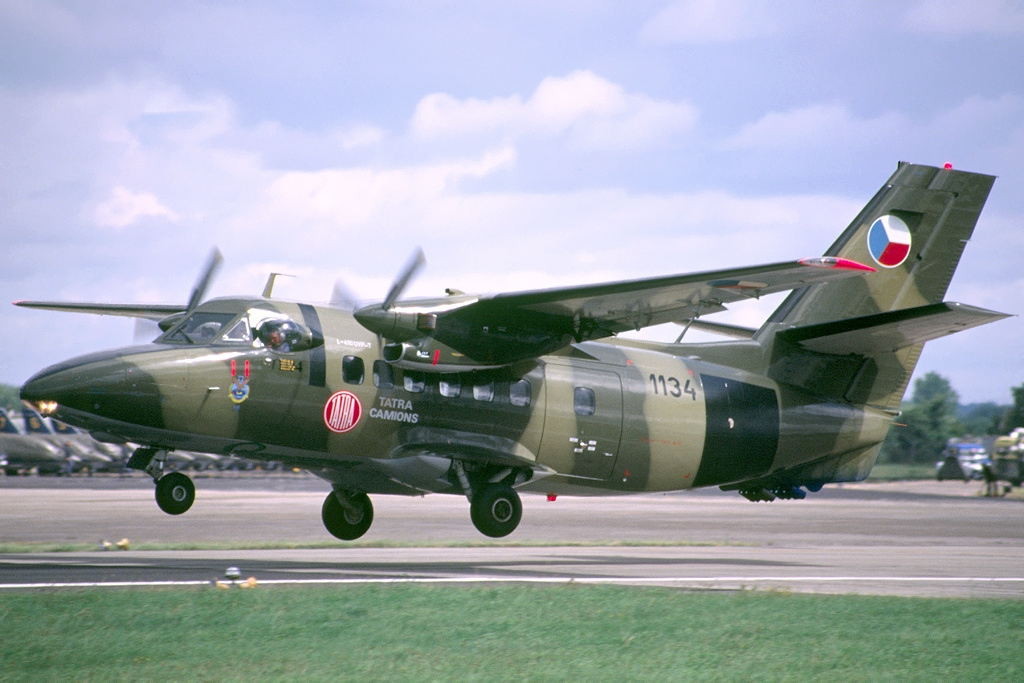
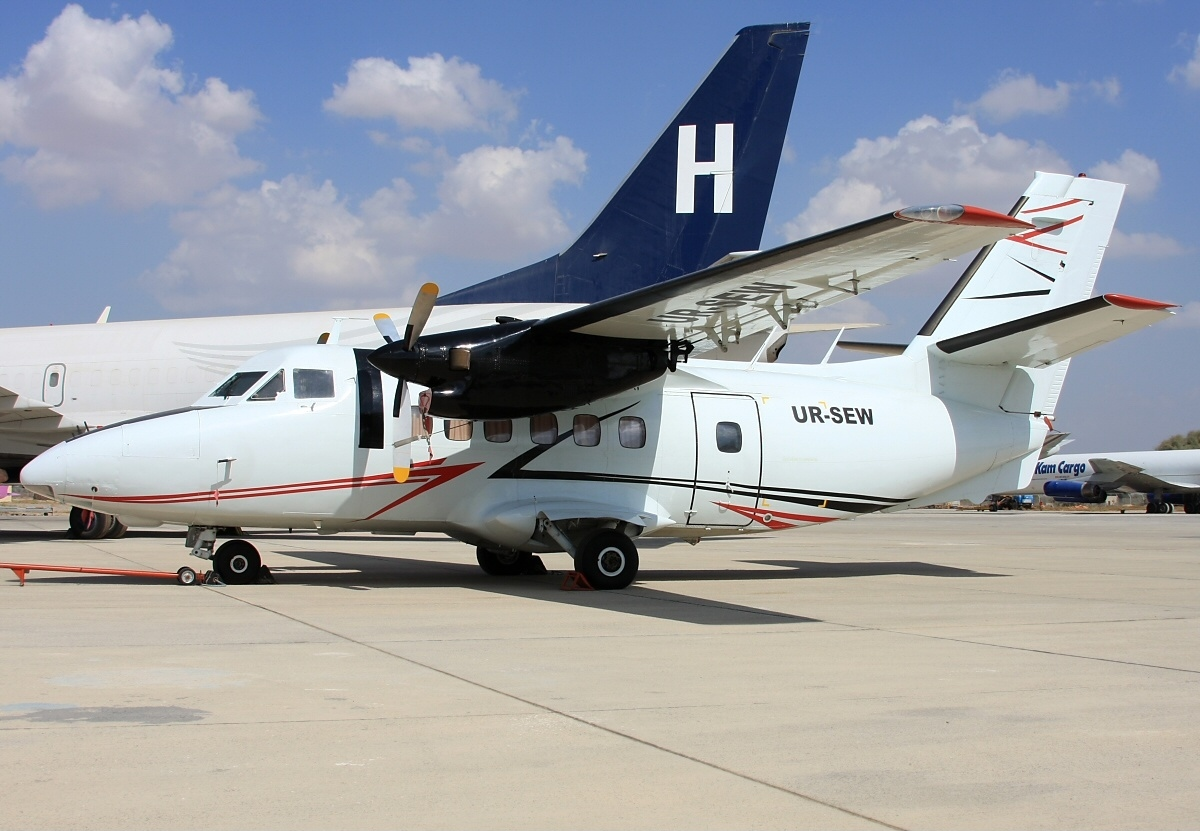
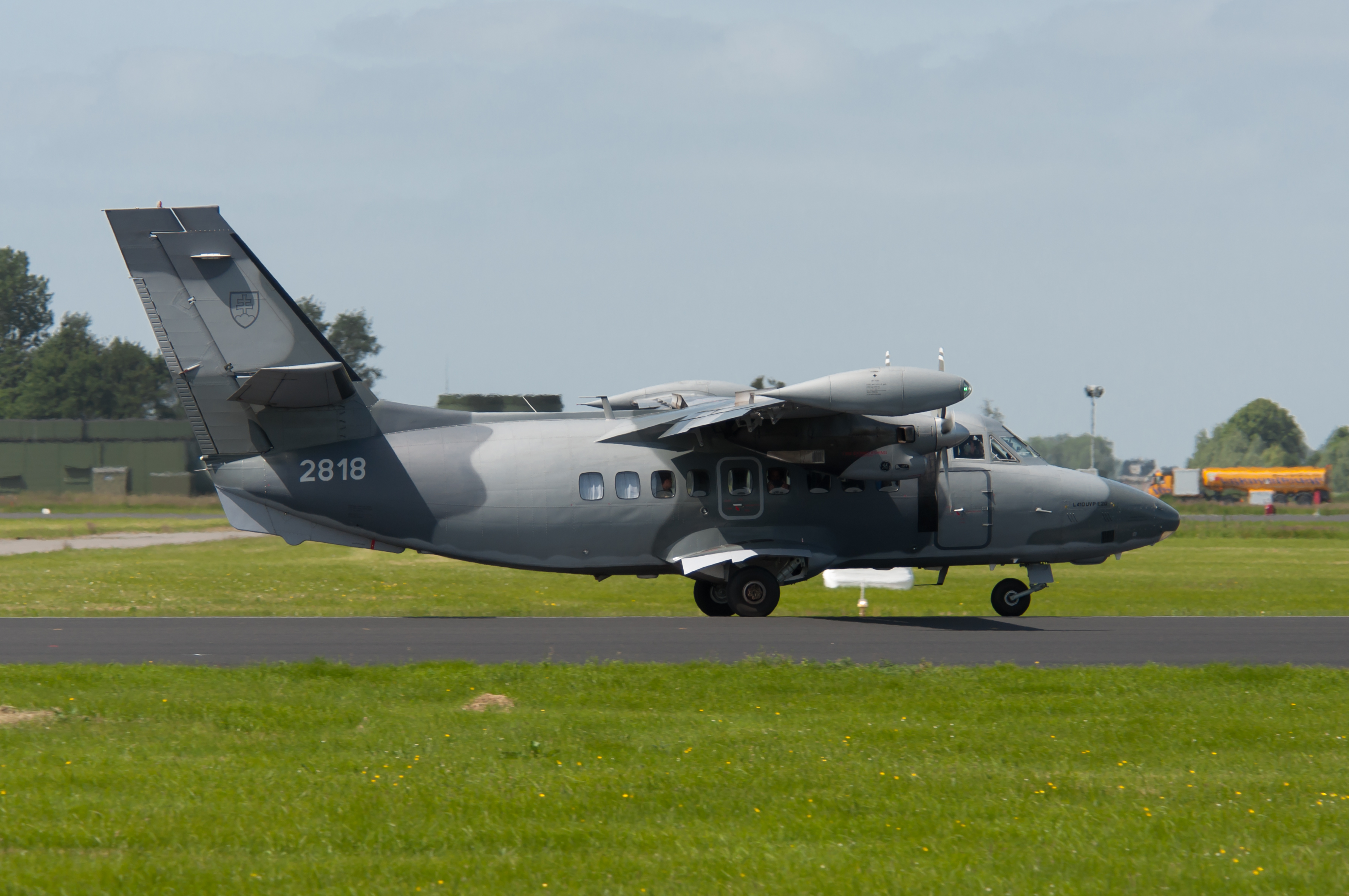
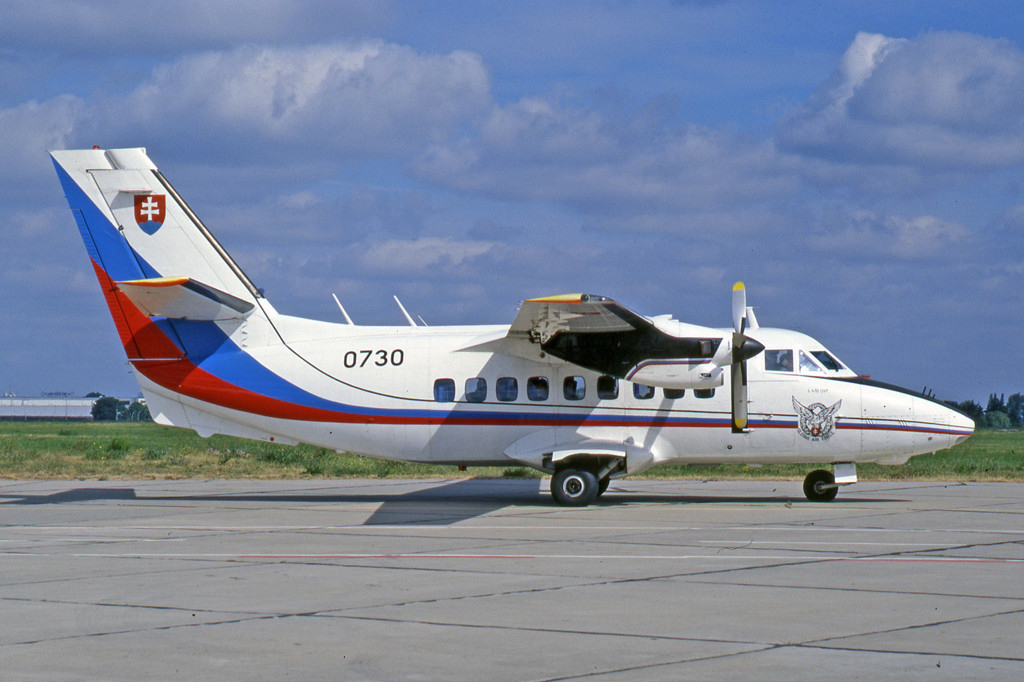
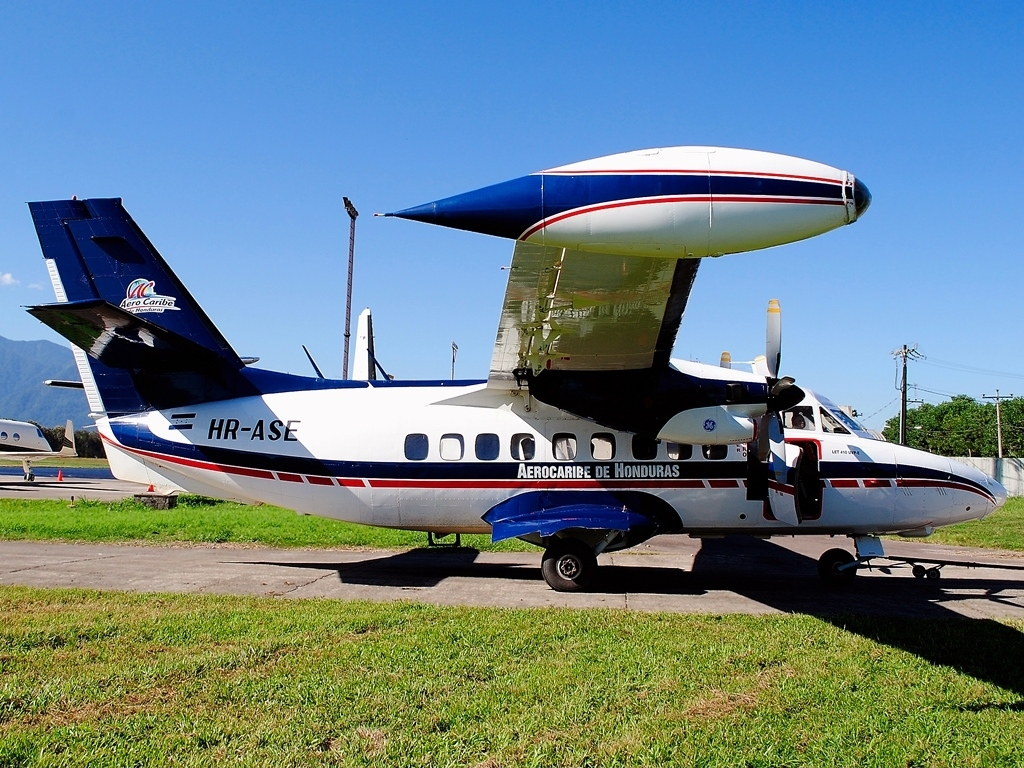
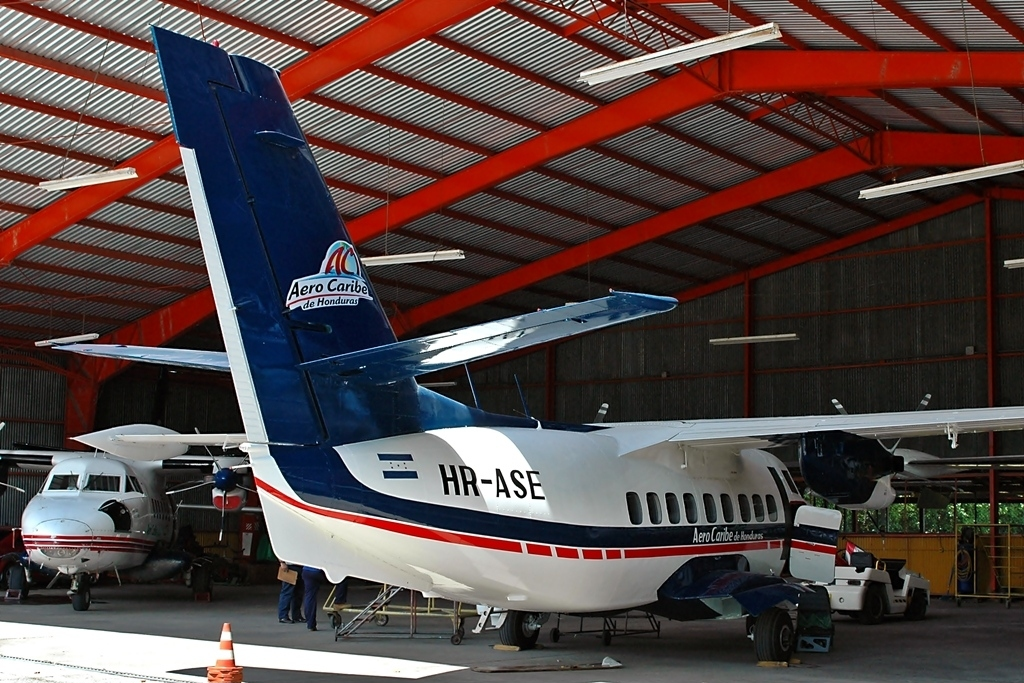
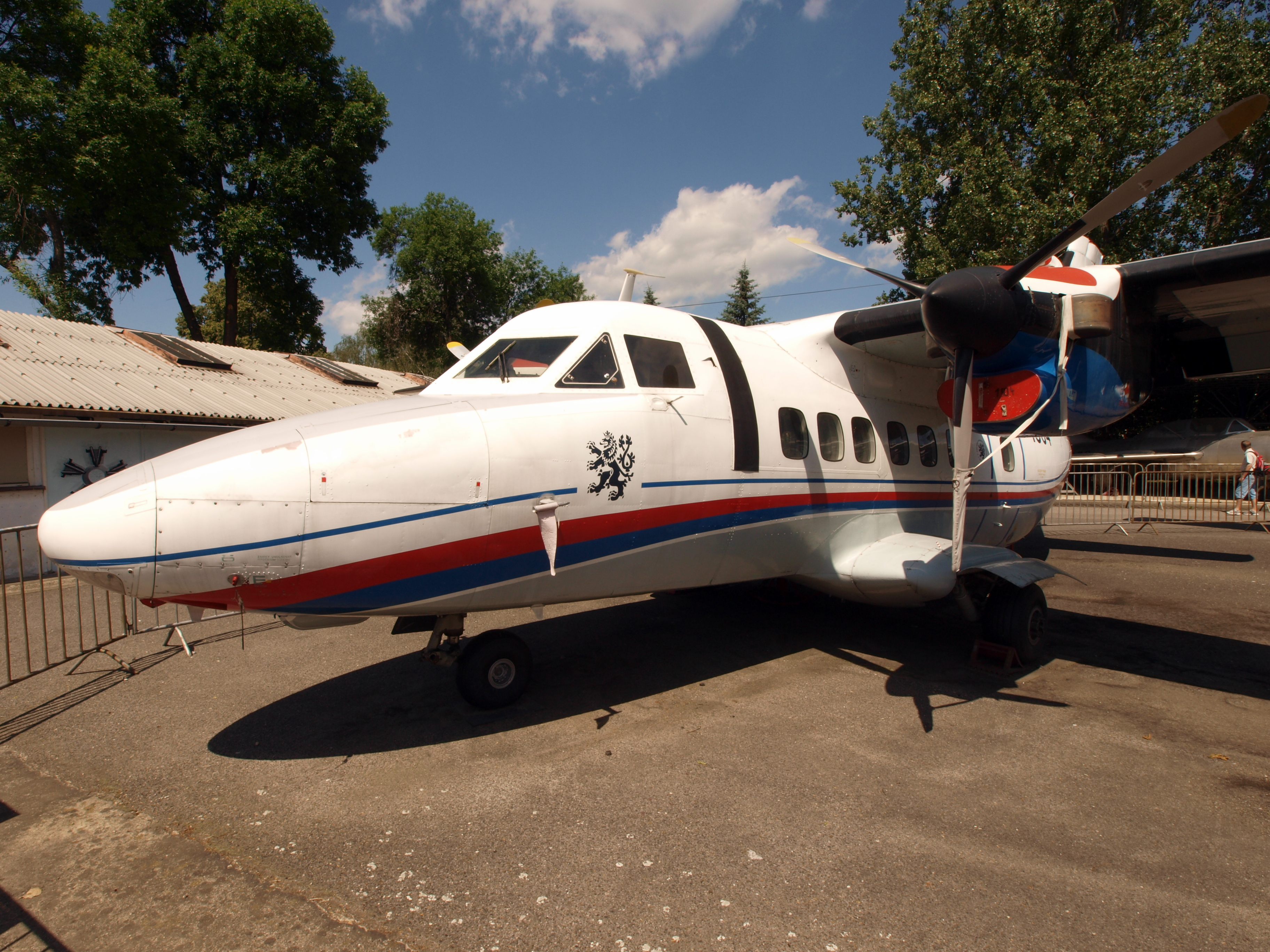
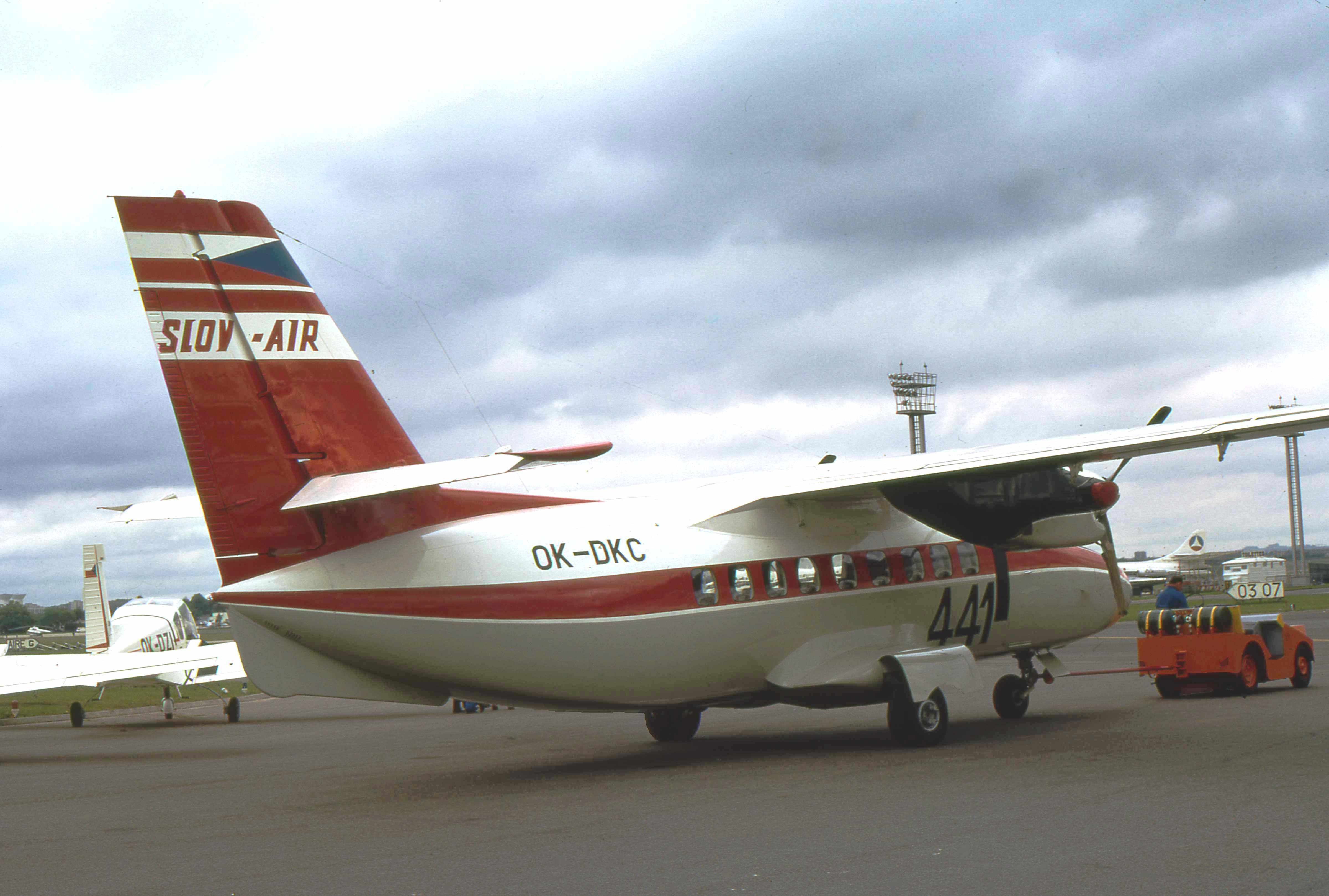
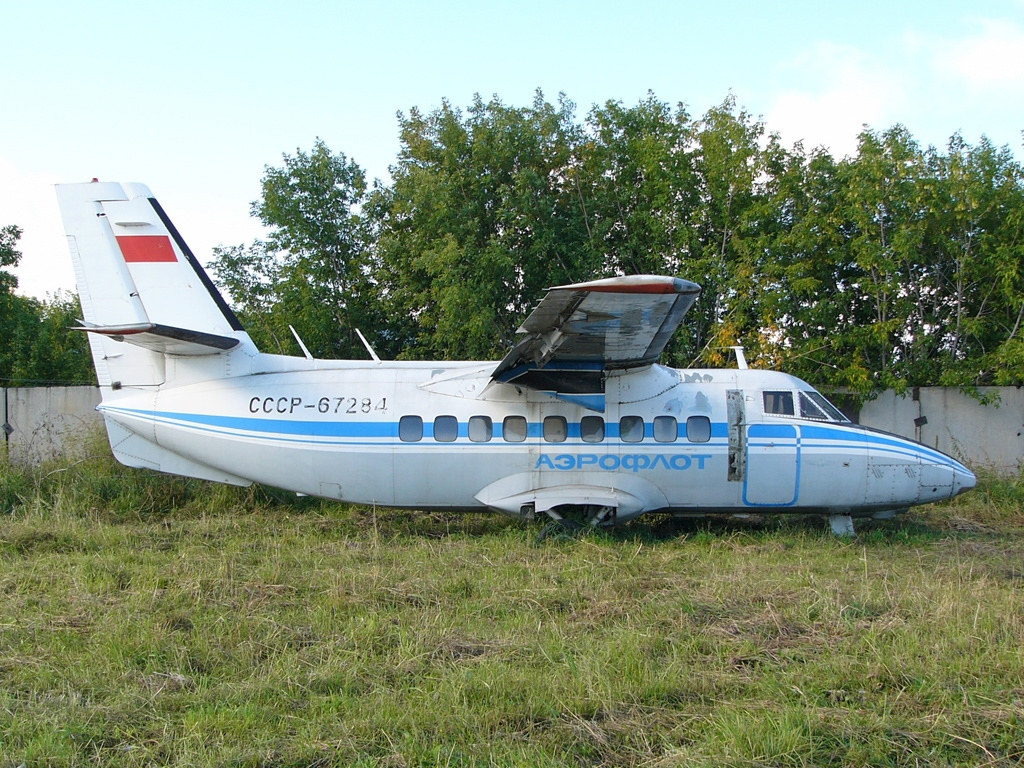
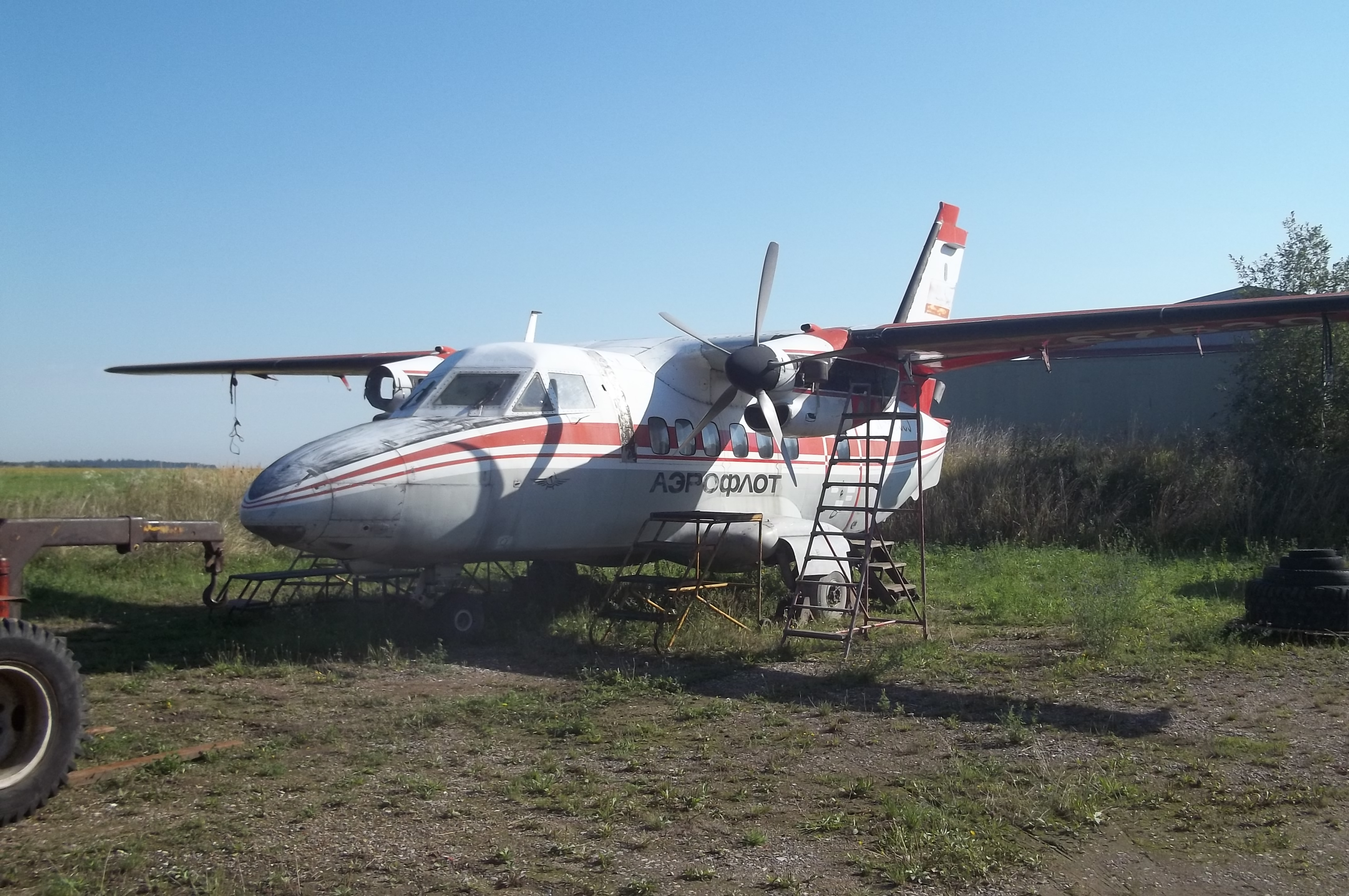
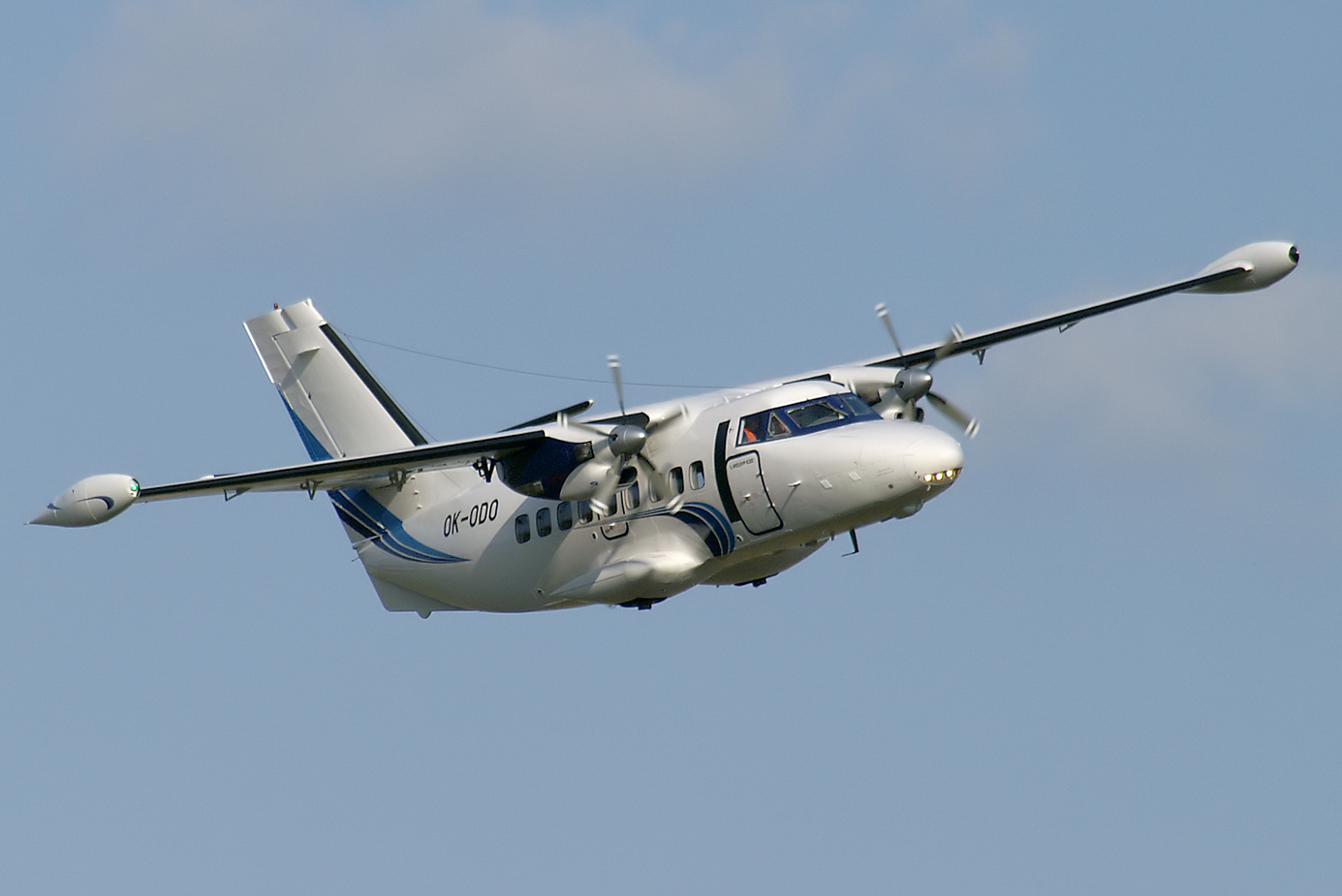